# Populäre Musik
Populäre Musik, Populärmusik oder Popularmusik (englisch popular music) sind unscharfe Bezeichnungen für eine Bündelung verschiedener musikalischer Praktiken, die typischerweise durch kommerzielle Strukturen auf ein Massenpublikum abzielen. Populäre Musik grenzt sich im Normalfall sowohl gegenüber der Kunstmusik als auch gegenüber der (traditionellen) Volksmusik ab und kann sich je nach Definition mit Unterhaltungsmusik (U-Musik), Trivialmusik, Gebrauchsmusik oder funktionaler Musik terminologisch überschneiden. Pop(-musik) ist ein Genre populärer Musik, wird allerdings im weiteren Sinne auch synonym zu populärer Musik verstanden.
Die Anfänge populärer Musik können im europäischen Bürgertum des 17. Jahrhunderts gesehen werden. Durch die Erfindung des Phonographen und die Industrialisierung entstanden ab dem 19. Jahrhundert die kommerziellen Grundlagen, die zur Massenverbreitung von Musik benötigt werden. Vor allem englische, irische und schottische Songs fanden ihren Weg nach Amerika, wo sie gemeinsam mit (italienischem) Opernrepertoire und Minstrel-Songs die frühe populäre Musik der USA begründeten. In der New Yorker Tin Pan Alley konzentrierte sich Ende des 19. Jahrhunderts die populäre Musikproduktion. Nach dem Ersten Weltkrieg etablierte sich die Schallplattenindustrie und wurde Musik über das Radio sowie Filme und Bühnenshows weiter verbreitet. Neue Stile wie Country oder Blues und Jazz gaben um 1935 den Auftakt zur erfolgreichen Swingära. Mitte des 20. Jahrhunderts gelang Rock ’n’ Roll ein weltweiter Siegeszug. Zusammen mit der britischen Beatmusik prägte Rock ’n’ Roll den neuen Mainstream populärer Musik, neben dem im Laufe der folgenden Jahre und Jahrzehnte eine Vielzahl weiterer Genres wie Rock, Disco oder Hip-Hop entstanden.
Die theoretische Beschäftigung mit populärer Musik erfolgt in der wissenschaftlichen Disziplin der Popularmusikforschung (englisch popular music studies). Typisch für populäre Musikformen sind Nachsingbarkeit, Tanzbarkeit und Wiedererkennbarkeit sowie eine klare Gliederung. Dies geht meist auf Anpassungen an Markt und Publikum zurück. Populäre Musik kann für politische Botschaften, Sozialkritik und Protest genutzt werden und ist regelmäßig kontrovers. In Großveranstaltungen kann sie ein Gemeinschaftsgefühl vermitteln, außerdem bildet sie oft bestehende soziale Strukturen ab und erlaubt deren Diskussion.

## Begriff
Durch die Verbreitung angloamerikanischer Popularmusikforschung ab den 1960er-Jahren wurden im deutschsprachigen Diskurs ältere Begriffe wie Trivialmusik oder Unterhaltungsmusik zunehmend durch Übersetzungen von popular music ersetzt. Neben der direkten Übersetzung populäre Musik ist im musikpädagogischen und akademischen Umfeld vor allem die Form Popularmusik gebräuchlich, dem Duden ist hingegen in zusammengesetzter Form nur Populärmusik bekannt. Auch die weitestgehend synonyme Verwendung der Kurzform Popmusik ist insbesondere im Musikjournalismus verbreitet.

### Definition und Abgrenzung
Eine verbindliche Definition des Begriffs „populäre Musik“ (popular music) gibt es nicht. Lange wurde er rein als Oberbegriff für alle massenhaft produzierten und verbreiteten Musikformen verwendet. Diese Definition wurde seit den 1960er-Jahren zunehmend kritisch hinterfragt. Helmut Rösing unterscheidet acht verschiedene Definitionsansätze: normativ, negativ, musikstrukturell, technologisch-ökonomisch, hörerorientiert, soziologisch-funktionell, interessenbezogen oder pragmatisch. Es kann also beispielsweise auf formalästhetische Eigenschaften der Musik geachtet werden, auf ihre Rezeption oder auf ihren soziokulturellen Kontext. Gängige Definitionen heben die breitenwirksame Anziehungskraft, den Massenvertrieb und das Massenpublikum als zentrale Merkmale populärer Musik gegenüber Kunst- und Volksmusik hervor.
Der Begriff „populär“ im Zusammenhang mit Kunst und Kultur hat eine lange Geschichte und wurde früh durch Denis Diderot und (in der Musik) durch Hans Georg Nägeli geprägt. Das Populäre sollte sich zunächst von der höfischen Kunstpraxis abgrenzen. Im bürgerlichen Musikleben des 19. Jahrhunderts, das sich zusätzlich von der Volksmusik abzugrenzen begann, verteilten sich diese zwei Sphären schließlich auf Konzertsäle und Opernbühnen einerseits (Kunstmusik) und Ballsäle, Kaffeehäuser und ähnliche Orte des Vergnügens andererseits (populäre Musik). Diese Zweiteilung der bürgerlichen Musikkultur, auch im Begriffspaar E- und U-Musik beschrieben, ging auf ein Kunstverständnis zurück, das künstlerische Autonomie zum zentralen Wert erklärte und auf dieser Grundlage funktionelle, populäre Unterhaltungsmusik als „nichtautonom“ von der autonomen Kunstmusik unterschied.
Populäre Musik wird oft als negativer Kontrast zur Volksmusik dargestellt. Um populäre Musik von Volksmusik abzugrenzen, ist der Massenmarkt entscheidend, der bei populärer Musik vermittelnd zwischen Produktion und Rezeption steht. Dies geht einher mit einer gewissen Standardisierung der Musik und Anpassungen an Publikumserwartungen, muss aber keine Aufgabe künstlerischer Autonomie bedeuten. Der populäre und der künstlerische Bereich überschneiden sich vielfältig: Kunstmusik kann rein zur Unterhaltung gehört werden, während populäre Musik hohe ästhetische Ansprüche erfüllen kann (etwa im Jazz). Populäre Musikformen befinden sich in einem Spannungsfeld unterschiedlicher Interessen von Musikern, Musikpublikum und Musikindustrie, die auf dem Musikmarkt jeweils ihre Vorstellungen von Musik zu verwirklichen suchen. So bildet populäre Musik eine Bündelung verschiedener kultureller (musikalischer) Praktiken.
Mit der Massenverbreitung von Musik auf dem Musikmarkt nahm auch das Bedürfnis nach Kategorien und Begriffen zur Abgrenzung verschiedener Musikformen zur Vermarktung zu. Während die (deutschsprachige) Kulturkritik des 20. Jahrhunderts „populäre Musik“ auf einen negativ besetzten Wertbegriff verengte und Musik in Europa weiterhin vorwiegend nach funktionalen Merkmalen unterschieden wurde, betonte der angloamerikanische Begriff popular music die kommerziellen Aspekte der Musik unabhängig von ihren musikalischen Merkmalen. In den USA wurde populäre Musik abhängig von ihrem Zielpublikum durch Musikindustrie und Rundfunk weiter in Genres ausdifferenziert, etwa in Country für die Landbevölkerung oder in Race music (später Rhythm and Blues) für die afroamerikanische Minderheit. Der Musikmarkt kennt auch Nischenbildung und subkulturelle Verschiebungen, wodurch „unpopuläre Populärmusik“ wie Punk oder Metal möglich ist. Wirtschaftlich kann in diesem Fall von einem „Mainstream der Minderheiten“ gesprochen werden.

### Umfang
Im weitesten Sinne umfasst populäre Musik aus der Tradition des europäischen Bürgertums folgende Kategorien (gemäß MGG):
- praktisch angewandte Musik (Marschmusik, Tanzmusik)
- Unterhaltungsmusik (Salonmusik, Kaffeehausmusik, Barmusik, Blasmusik, populäre Klassik)
- Musik des unterhaltenden Musiktheaters (Operette, Musical, musikalische Possen und Schwänke)
- Genremischformen aus Revue, Vaudeville, Varieté, Kabarett, Music Hall, Zirkus
- Volksmusik, die aus ihrem ursprünglichen Zusammenhang herausgelöst und/oder durch Massenmedien verbreitet wurde (etwa Formen der Weltmusik)
- selbstständig gewordene (volkstümliche) Liedformen (Couplets, Chansons, Schlager, Brettllieder, Gassenhauer, Küchenlieder, Bänkellieder, Moritaten, politische Lieder, Protestlieder)
- Formen der Filmmusik
- Formen der afroamerikanischen Musik (etwa Swing, Jazz)
- Musik der Jugendbewegungen des 20. Jahrhunderts (etwa Rock ’n’ Roll, Rock, Techno)
- emotionell stimulierende oder illustrative Musikformen (Werbemusik, Hintergrundmusik, Musik im Sport, Musik in der Musikpsychologie)
- Kennmelodien

## Geschichte
Inwieweit die Geschichte der populären Musik bis ins Mittelalter zurückverfolgt werden kann, ist unklar. Konkrete Forschung dazu gibt es kaum, am ehesten helfen historische Studien zur europäischen Volksmusik weiter. Auf jeden Fall kann davon ausgegangen werden, dass in Kulturen mit unterschiedlichen sozialen Schichten auch Musik immer schon analog zu diesen Schichten in bestimmte hierarchische Kategorien (etwa in „populäre“ und „elitäre“ Musik) eingeteilt wurde. Doch erst ab dem 17. Jahrhundert, als die Grenzen sozialer Schichten durchlässiger wurden, kapitalistische Geschäftsbeziehungen zunahmen und Freizeitbeschäftigungen kommerzieller Natur sich verbreiteten, wurde die Kategorie populärer Musik auch kulturtheoretisch und -kritisch betrachtet und diskutiert.

### Anfänge populärer Musik

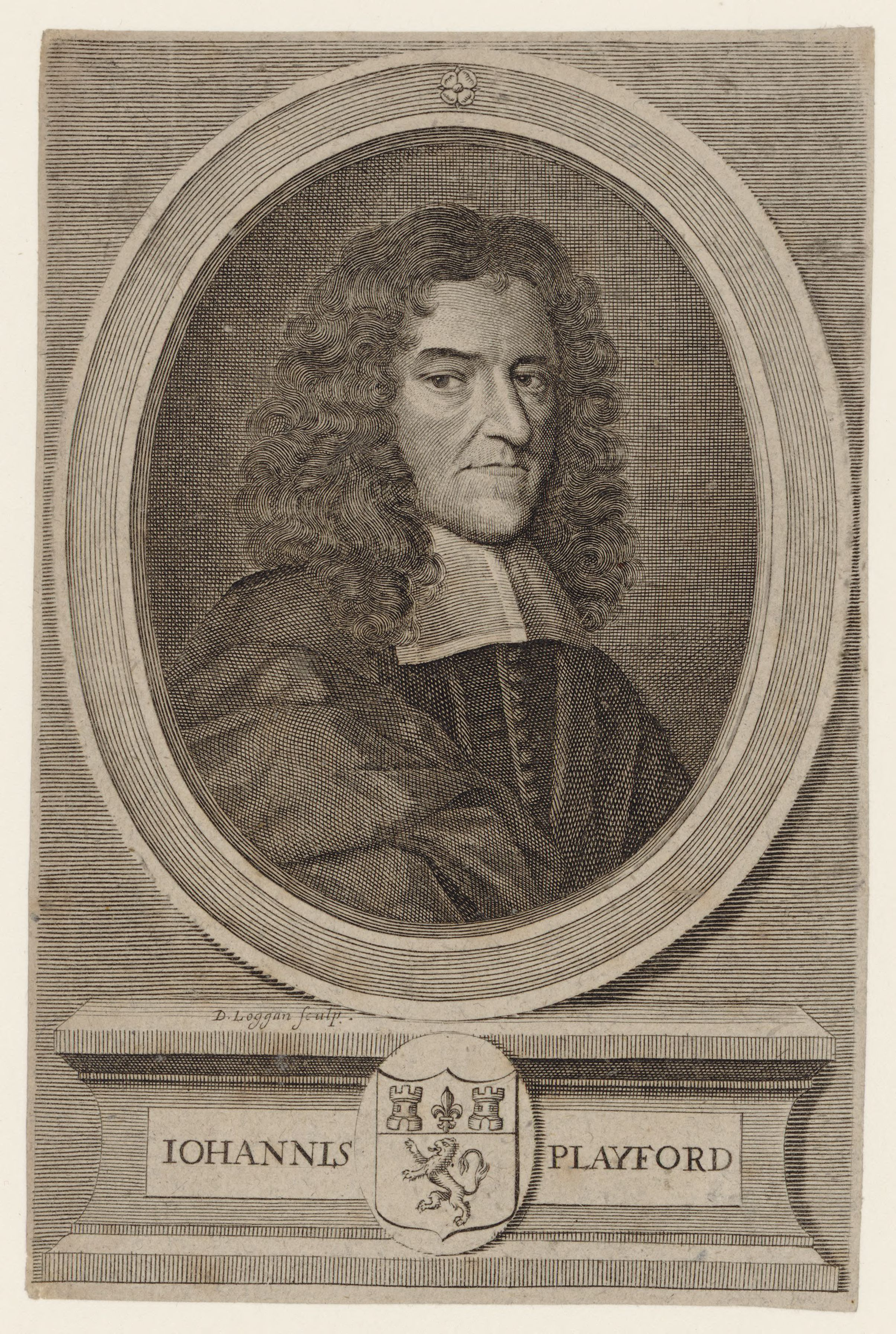
Der Musikverleger John Playford

Im 17. Jahrhundert zeichnete sich erstmals der zukünftige Nährboden für populäre Musik ab: Kommerzielle Aktivitäten aus dem und für das entstehende Bürgertum. In England wurden erstmals Balladen weltlicher Natur auf Einzelblätter, sogenannte broadsheets, gedruckt. Solche Liedzettel konnten schnell verbreitet werden und enthielten zunächst meist nur den Text, während die Musik als bekannt vorausgesetzt wurde; später wurden auch Melodien abgedruckt und gesammelt, etwa in John Playfords The English Dancing Master (1951). Die Musik stammte ursprünglich aus der Volksmusik oder aus dem Theater. Im 18. Jahrhundert etablierten sich die englische Ballad Opera, das deutsche Singspiel oder die französische Opéra-comique als Verbreiter „populärer“ Melodien. Gewerbsmäßig auftretende Musikgruppen spielten populäre Musikstücke in Gasthäusern, Lustgärten oder kleineren Konzertsälen.
Auch wenn die Anfänge der populären Musik damit in erster Linie im urbanen Raum zu verorten sind, gab es auch immer schon fruchtbaren Austausch von Musik zwischen den Städten und dem Land. Fahrende Musiker versorgten die Landbevölkerung mit populären Musikstücke aus den Städten, während umgekehrt Volkstänze wie der Walzer vom Land in die Städte getragen und dort popularisiert wurden.

### Die Industrialisierung in Europa

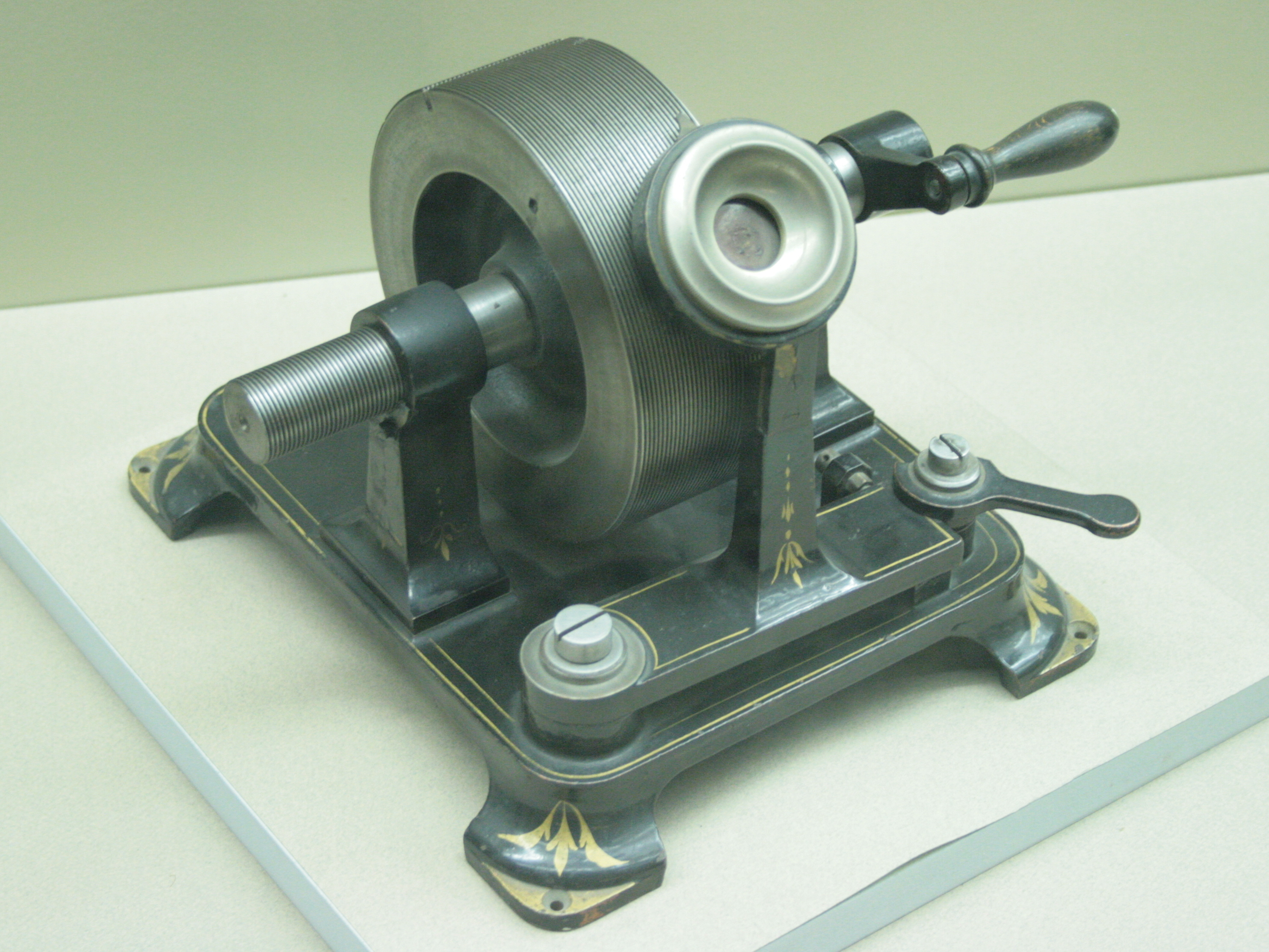
Ein Phonograph

Die gesellschaftlich-historische Basis populärer Musik ist die kommerzielle Musikproduktion im Sinne eines gewinnorientiert organisierten Investitionszusammenhangs, abhängig von geeigneter Technologie zur Speicherung und Vervielfältigung von Musik als vermarktbarem Produkt. Die massenhafte Verbreitung von Musik wurde durch den professionellen Notendruck (ab dem 16. Jahrhundert) ermöglicht, der spätestens mit dem Aufkommen der Lithografie im 19. Jahrhundert eine kostengünstige Vervielfältigung von Musik erlaubte. Der 1877 von Thomas Alva Edison erfundene Phonograph ermöglichte die akustische Speicherung von Musik und erschloss populärer Musik neue Verbreitungsmöglichkeiten, womit er als Startpunkt der populären Musik im modernen Sinn gelten kann.
Durch die Industrialisierung im 19. Jahrhundert wurde die europäische Musikpraxis vielfältiger, doch stilistisch kam es zu einer graduellen Vereinheitlichung. Aufgrund zunehmender Nachfrage im Kontext neuer bürgerlicher Musikpraktiken entwickelte sich ein erstes Repertoire populärer Musik, das sich sowohl bei der Volksmusik als auch bei der Kunstmusik bediente und stark vom kulturellen Umfeld abhängig war, in dem es entstand. Die Kunstmusik fand durch günstige Notendrucke, Virtuosenkonzerte (Niccolò Paganini, Franz Liszt) und speziell auf ein breites Publikum ausgerichtete Konzerte größere Verbreitung und floss in das Repertoire der aufkommenden Amateurchöre (Gesangvereine) und der speziell für die Arbeiterklasse bedeutenden Blaskapellen ein. Normen der bürgerlichen Lebensrealität und Kunstpraxis färbten dabei auch auf niedrigere soziale Schichten ab.

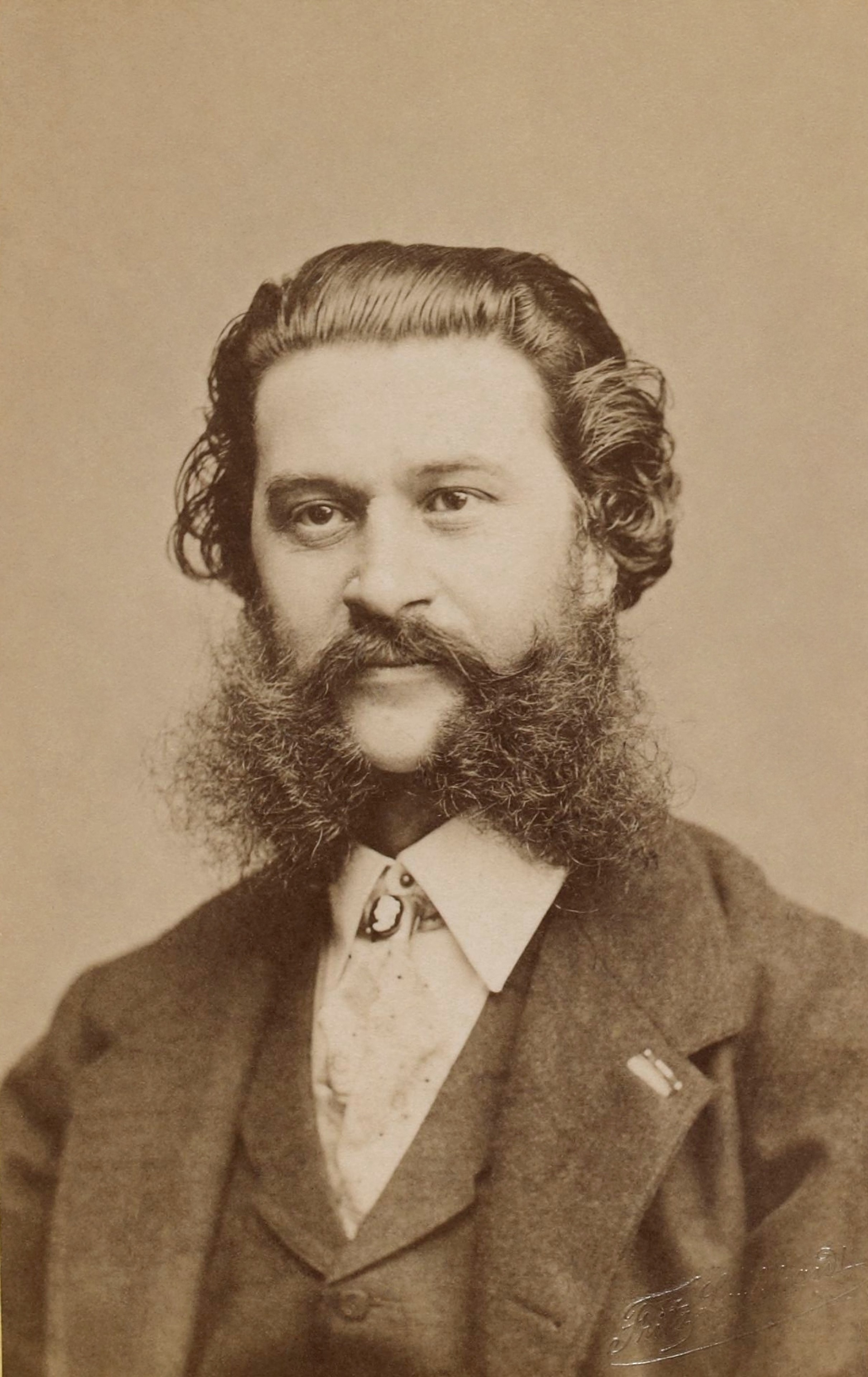
Der „Walzerkönig“ Johann Strauss

Die Grenzen zwischen der Kunstmusik und weniger anspruchsvoller Musik für die „Massen“ verschwammen zusehends. Charismatische Persönlichkeiten wie Louis Jullien in London, Philippe Musard in Paris oder die Vertreter der Strauss-Dynastie in Wien popularisierten Promenadenkonzerte, die sich als Veranstaltungen neben die beliebten Ballsäle gesellten. Tänze und Märsche fanden besonders breiten Anklang. Doch auch für den häuslichen Bereich entstanden neue Lieder und Instrumentalstücke (Salonmusik), in denen sich die zunehmende Vereinfachung der Musik für den Massenmarkt deutlich abzeichnete. Analog dazu war die Entwicklung in der Oper, deren beliebteste Ouvertüren und Arien in den unwahrscheinlichsten Arrangements weiterverbreitet wurden, und die selbst mit der Operette vermehrt auf den Massengeschmack abzielte.
Mitte des 19. Jahrhunderts etablierten sich in den Städten Music Halls, Café-concerts, Varieté-Theater und ähnliche Orte als Zentren europäischer populärer Musik. Diese zogen in erster Linie ein Publikum aus der Arbeiterklasse und unteren Mittelschicht an. Die dort gespielte Musik griff zunächst vor allem auf Stücke aus der Volksmusik zurück, sah im weiteren Verlauf aber ebenfalls einen Einstrom aus der Kunstmusik, besonders aus der Oper und dem Ballett. In diesem Kontext entstanden neue Gesangsstile und Liedformen und erste „Starinterpreten“ populärer Musik konnten sich einen Namen machen. Daneben wurden in der Unterschicht eigenständige Traditionen der Straßenmusik und der politischen Lieder gepflegt.

### Frühe Entwicklung in den USA

#### Der europäische Einfluss

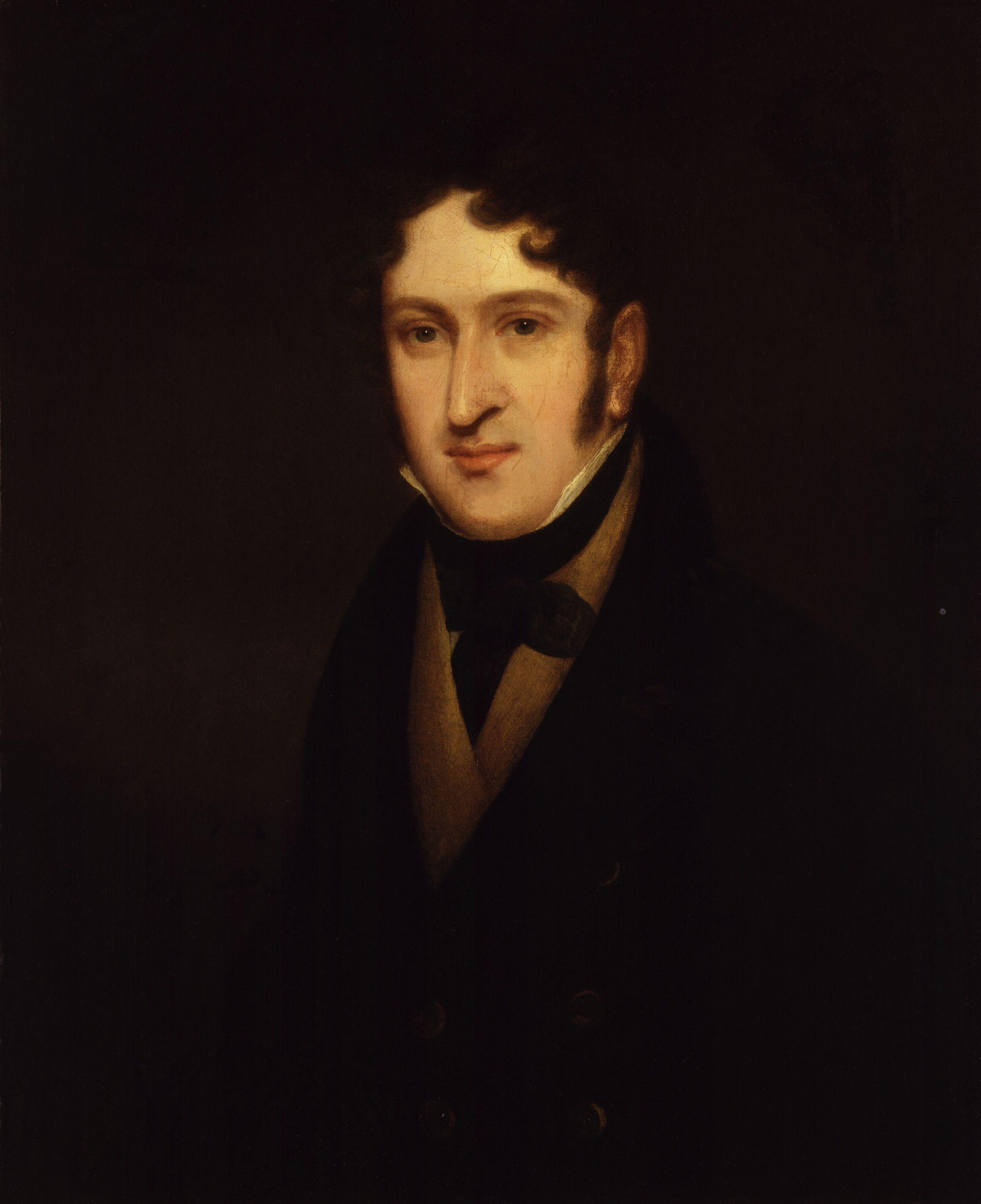
Der Komponist Henry Rowley Bishop

Die Anfänge der amerikanischen populären Musik liegen im Nachdruck englischer Broadsheets und Liedsammlungen. Auch das Repertoire der Ballad Operas und Musik aus englischen Lustgärten (etwa von James Hook) wurde in den Kolonien aktiv rezipiert und verbreitet. Nach der amerikanischen Revolution entstand eine selbstständige amerikanische Branche von Musikverlegern (darunter Benjamin Carr), die sich zunächst vor allem auf den Druck von Liedern mit Klavierbegleitung spezialisierte. Dank einer Vielzahl in die USA ausgewanderter englischer Musiker war der vorherrschende Stil der sogenannte „Londoner Stil“: einfache strophische Lieder mit wiederholten Begleitakkorden und pastoralen, komischen oder moralisierenden Texten. Solche Lieder wurden von diversen musical societies in den größeren Städten der USA im Rahmen von Abonnement-Konzerten oder in Lustgärten aufgeführt und wurden schnell populär. Die größten Erfolge Anfang des 19. Jahrhunderts in den USA gelangen John Joseph Braham und Henry Rowley Bishop. Bishops Lieder zeichneten sich durch einfache, ansprechende Melodien, schlichte Begleitungen und den direkten Ausdruck von Gefühlen aus; sein Home, Sweet Home von 1832 gilt als der bekannteste Song des 19. Jahrhunderts.
Unter den aus Europa importierten Liedern waren auch solche irischer und schottischer Herkunft. Schottische Lieder wurden etwa von James Hook veröffentlicht, aber besonders erfolgreich in Amerika waren Vertonungen von Texten Robert Burns’ (darunter Auld Lang Syne). Mit Texten von Thomas Moore fanden außerdem irische Lieder Verbreitung in Amerika, die quer durch alle sozialen Schichten beliebt waren. Die Melodien stammten in diesen Fällen zumeist aus der Volksmusik. Neben diesen Liedern übernahm man in Amerika zusätzlich Einflüsse aus der Oper, vor allem der italienischen. Rossinis Il barbiere di Siviglia wurde 1819 erfolgreich in New York in einer englischen Version von Henry Bishop aufgeführt und gab den Auftakt zu einer langen Reihe anglisierter italienischer Opernproduktionen in den USA. Italienische Ensembles konnten schließlich auch die Originalversionen der Opern in den USA aufführen und es entstanden professionelle Opernhäuser. Durch die große Popularität des Belcanto wurden Notenblätter zu Opernmelodien von Rossini, Bellini oder Donizetti in Amerika zu Bestsellern. Musiker wie Henry Russell bedienten sich für ihre Liedkompositionen ausgiebig bei italienischer Opernmusik und ihrer besonders melodiösen Art. Russells Lieder, die inhaltlich auch gesellschaftlich relevante Themen aufgriffen, und die intensive, dramatische Art, mit der er sie selbst vortrug, machten ihn zum ersten populären Star der amerikanischen Songtradition.

#### Beginn der amerikanischen Songtradition

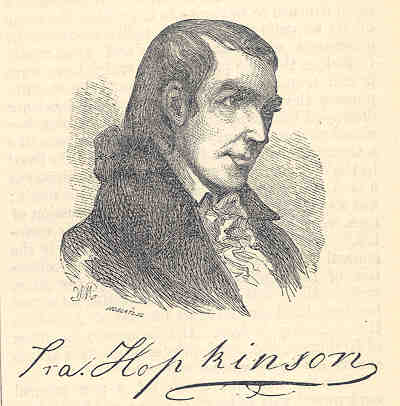
Der Komponist und amerikanische Gründervater Francis Hopkinson

Mit zunehmender musikalischer Bildung breiter Bevölkerungsschichten in den USA nach der Unabhängigkeit fand Musik zum einen größere Verbreitung, zum anderen entstand ein Bewusstsein für die Differenzierung zwischen Kunstmusik und populärer Musik. Francis Hopkinson, einer der Gründerväter der USA, gilt auch als einer der ersten originär amerikanischen Songwriter. Weitere solcher frühen amerikanischen Songs wurden etwa in The American Musical Miscellany (1798) veröffentlicht, üblicherweise ganz in der europäischen Tradition. Als erster charakteristisch amerikanischer Musikstil werden hingegen die Minstrel-Songs betrachtet, in denen weiße Musiker und Entertainer die (versklavte) afroamerikanische Bevölkerung imitierten und parodierten. Tatsächlich war die Musik der Minstrel Shows vorwiegend europäisch geprägt, authentische afrikanische Einflüsse waren eine Seltenheit. Minstrel-Songs erfreuten sich auch nach dem Sezessionskrieg großer Beliebtheit, weit über Amerika hinaus, und prägten nachfolgende amerikanische Musikstile.
Nachdem österreichische und Schweizer Familiengesangsgruppen mit ihren Tourneen neue musikalische Impulse nach Amerika brachten wurden ähnliche Gesangsgruppen auch in den USA gegründet, am bedeutendsten war dabei die Familie Hutchinson. Um 1844 galt die Familie Hutchinson als erfolgreichste populäre Musikgruppe des Landes. Ihr Repertoire bestand zunächst vor allem aus sentimentalen und melodramatischen Balladen, richtete sich später aber auf die wichtigen sozialen und politischen Themen ihrer Zeit, wie Abolition, Prohibition, die Unterdrückung der amerikanischen Ureinwohner und Frauenrechte. Die Hutchinsons unterstützten lautstark Präsident Abraham Lincoln und waren damit eines der frühesten Beispiele für populäre Musik als gesellschaftspolitisches Instrument.

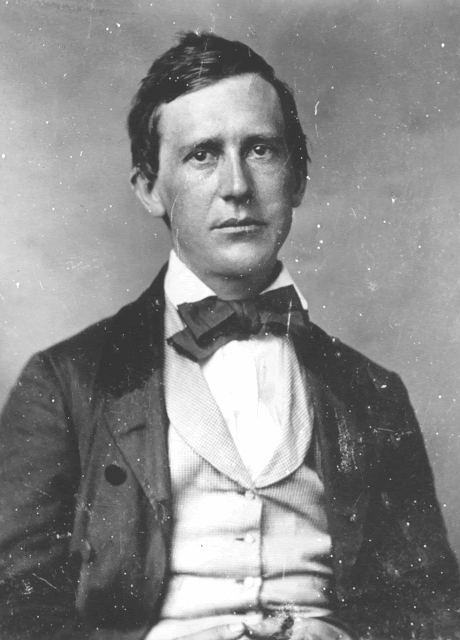
Der Songwriter Stephen Foster

Ab 1844 prägte der erfolgreiche Songwriter Stephen Foster die amerikanische populäre Musik maßgeblich. In seinen etwa 200 Songs wurde die typisch amerikanische Fusion aus anglo-keltischen, italienischen und randständig afroamerikanischen Elementen besonders deutlich. Foster war selbst irischer Abstammung und bediente sich gleichermaßen bei Minstrel-Songs, Henry Bishop und Henry Russell. Er schrieb sowohl Repertoire für Minstrel-Shows als auch für den bürgerlichen Hausgebrauch. Foster verstand es wie niemand vor ihm, Lieder so einprägsam und zugänglich wie nur möglich zu machen, mit symmetrischen Strukturen, diatonischen Melodien und häufig auf Tonika, Dominante und Subdominante beschränkten Harmonien; die Musik sollte nicht nur schnell im Ohr bleiben, sondern auch von Laien ohne Schwierigkeiten nachgespielt werden können. Seine Texte waren meist nostalgisch und vermieden tagesaktuelle Themen. Mit Liedern wie Old Folks at Home schuf Foster ab 1850 das charakteristische Genre der „Plantation Melody“, das viele Songwriter nach ihm nachhaltig beeinflusste.
Neben einem reichhaltigen Liedrepertoire wurden in Amerika einfache Klavierstücke populär, die entweder Arrangements von Stücken europäischer klassischer Komponisten oder anonyme Werke waren. Märsche und Walzer waren zunächst die vorherrschenden Formen, Volkstänze wie die Polka folgten. Gemeinsam war den Stücken, dass sie leicht von Amateuren gespielt werden konnten, was der zunehmenden Verbreitung von Klavieren in amerikanischen Haushalten entgegenkam. Die Stücke entfernten sich erst nach und nach von den europäischen (klassischen) Vorbildern.

#### Sezessionskrieg und Nachkriegszeit

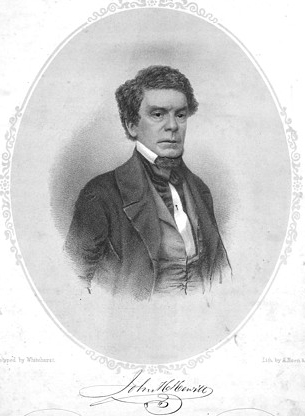
Der Songwriter John Hill Hewitt

Während des Sezessionskrieges (1861–1865) kam populärer Musik eine bedeutende Rolle in der Verarbeitung des Kriegsgeschehens, aber auch in der Verbreitung patriotischer Botschaften zu. Die Lieder aus der Zeit folgten meistens der populären Struktur nach Stephen Foster, mit vierstimmig gesetztem Refrain. Die bedeutendsten Songwriter aus den Nordstaaten waren George Frederick Root und Henry Clay Work, der aus den Südstaaten John Hill Hewitt. Die meisten Lieder leiteten sich aus älteren Volksliedern oder Minstrel-Songs ab, andere gingen durch ihre Popularisierung während des Krieges ins kulturelle Erbe der USA ein. Viele Songwriter blieben auch nach dem Krieg erfolgreich, die Themen der Lieder wurden aber wieder persönlicher und vermieden mit wenigen Ausnahmen tagesaktuelle Themen.
Die Minstrel-Shows blieben auch lange nach dem Krieg die populärste Bühnenunterhaltung und wurden nun um afroamerikanische Musiker erweitert, wodurch die Einflüsse der black music stärker wurden. Aus den nördlichen Städten erhielten die Minstrel-Shows zunehmend Konkurrenz durch das amerikanische Vaudeville, deren Musik sich nach und nach vom Minstrel-Repertoire entfernte, angefangen bei den erfolgreichen Kompositionen David Brahams. Durch vergleichbare Bühnenshows in den gesamten USA konnten sich die populärsten Songs schnell im ganzen Land verbreiten, wobei ihr Erfolg auf massenwirksamen musikalischen Charakteristiken und einfachen, nostalgischen Texten beruhte. Massenproduktion wurde üblich; der Songwriter Felix McGlennon etwa gab an, 4.000 Lieder geschrieben zu haben. McGlennon unterstrich explizit, dass er in seinen Kompositionen alles der Eingängigkeit opfern würde.

#### Die Tin Pan Alley

Die Tin Pan Alley um 1900

Gegen Ende des 19. Jahrhunderts hatte sich New York als das Zentrum der amerikanischen populären Musik herausgebildet. Dies begründete sich zum einen durch die sehr aktive und vielfältige Musikszene der Stadt, besonders in den Vaudeville-Theater, zum anderen durch den großen kommerziellen Erfolg einiger dort ansässiger Musikverleger, die sich ganz auf populäre Musik spezialisierten. Deren Erfolg ging auf zielgerichtete Marktforschung durch die Verleger zurück, wodurch der Geschmack des Massenpublikums die Grundlage ihrer Veröffentlichungen wurde. Die Verleger nahmen eigene Songwriter unter Vertrag, die sich stilistisch ganz den Wünschen des Zielpublikums unterordneten. Zu Beginn des 20. Jahrhunderts hatten sich die meisten dieser Verleger in der sogenannten Tin Pan Alley in Manhattan angesiedelt, die zu einem Synonym für die populäre Musik und ihren besonderen Stil bis mindestens 1920 wurde.

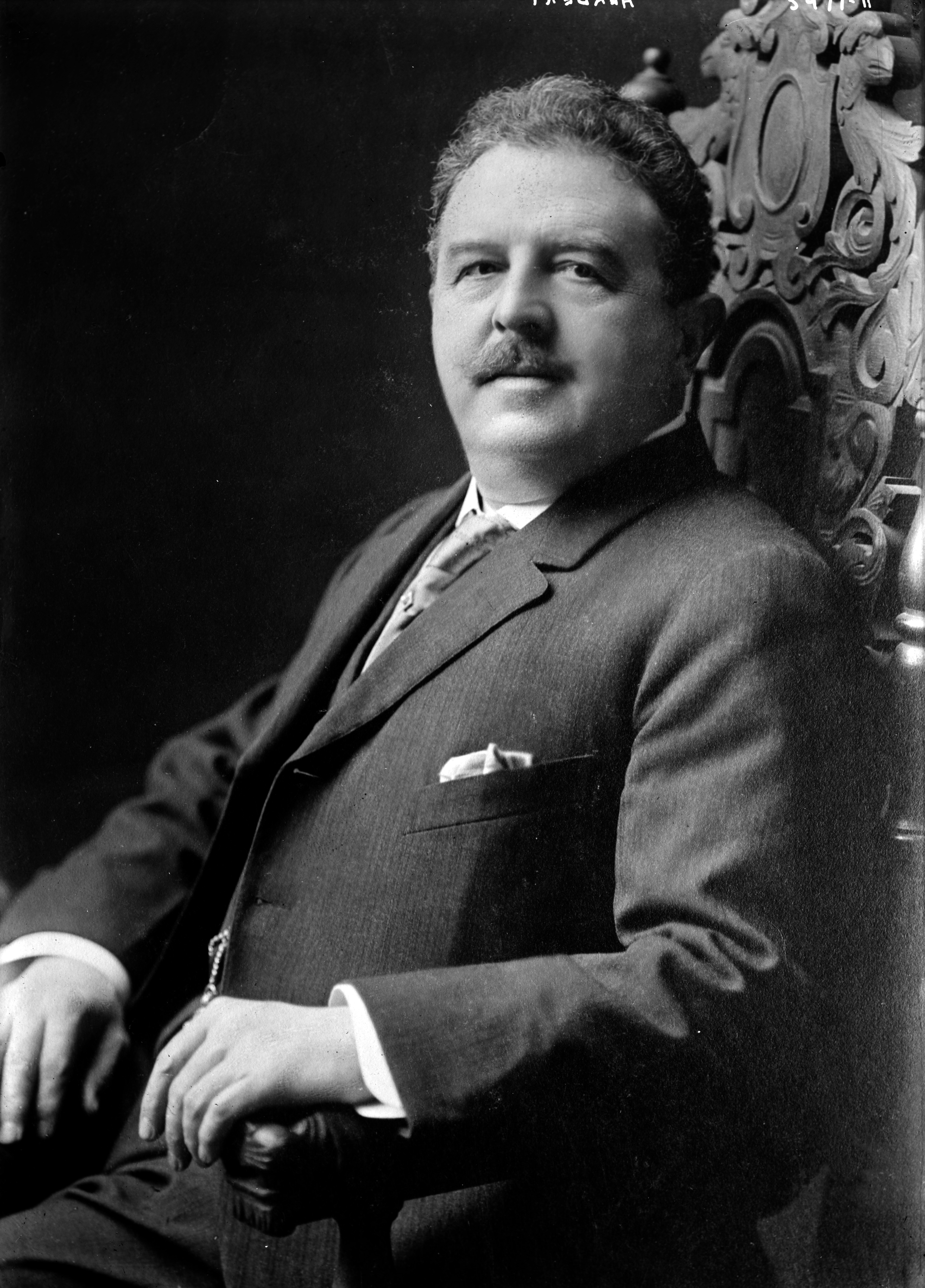
Der Komponist Victor Herbert

Die Lieder der 1890er-Jahre thematisierten meist auf sehr positive Art das Leben in den Städten und transportierten ein fröhliches und sorgenfreies Lebensgefühl. Sie waren üblicherweise tanzbar, überwiegend Walzer, und waren durch eine strophische Form gekennzeichnet, in denen der Refrain immer länger und musikalisch bedeutender wurde, während die Strophen oft nur noch als narrative Einleitung fungierten. Stilistisch war die Verwandtschaft der Lieder mit europäischer klassischer Musik kaum noch zu erkennen. Stattdessen wurden Einflüsse des Ragtime (vor allem der typische synkopierte Rhythmus), der um die Jahrhundertwende kommerziell immer erfolgreicher wurde, in die Liedproduktion aufgenommen (etwa in frühen Kompositionen Irving Berlins). Mit Victor Herbert kündigte sich eine neue Generation von Songwritern an, die komplexere und weniger stark am Markt orientierte Lieder komponierte. Die Tin Pan Alley lieferte daneben auch Musik für das Musiktheater (Musical).
Die Qualität der ersten Aufnahmetechniken eignete sich schlecht für Vokalmusik, doch ab 1900 konnte die Schallplattenindustrie langsam im Musikbetrieb Fuß fassen und nach dem Ersten Weltkrieg wurde sie zu einer ernstzunehmenden Konkurrenz der auf den Verkauf von Notenblättern spezialisierten Tin Pan Alley. Um 1920 gab es beinahe 200 Plattenfirmen in den USA und einige Aufnahmen verkauften sich millionenfach. Ab 1925 war der Siegeszug der Schallplatten nicht mehr aufzuhalten. Gleichzeitig entstanden immer mehr kommerzielle Radiosender, die ein wichtiges Medium für die Verbreitung populärer Musik bei einem Millionenpublikum wurden (in Konkurrenz zu Bühnenshows) und die Musik auch stilistisch beeinflussten (Crooning). Seit Der Jazzsänger (1927) wurde die Verbindung von Musik und Film aktiv gepflegt und die in den 1930er-Jahren boomende Filmindustrie nahm zahlreiche Songwriter aus Tin Pan Alley und Broadway unter Vertrag. Der direkte Austausch zwischen Tin Pan Alley, Hollywood und Broadway begünstigte kreative Höhepunkt in der populären Musik jener Zeit.

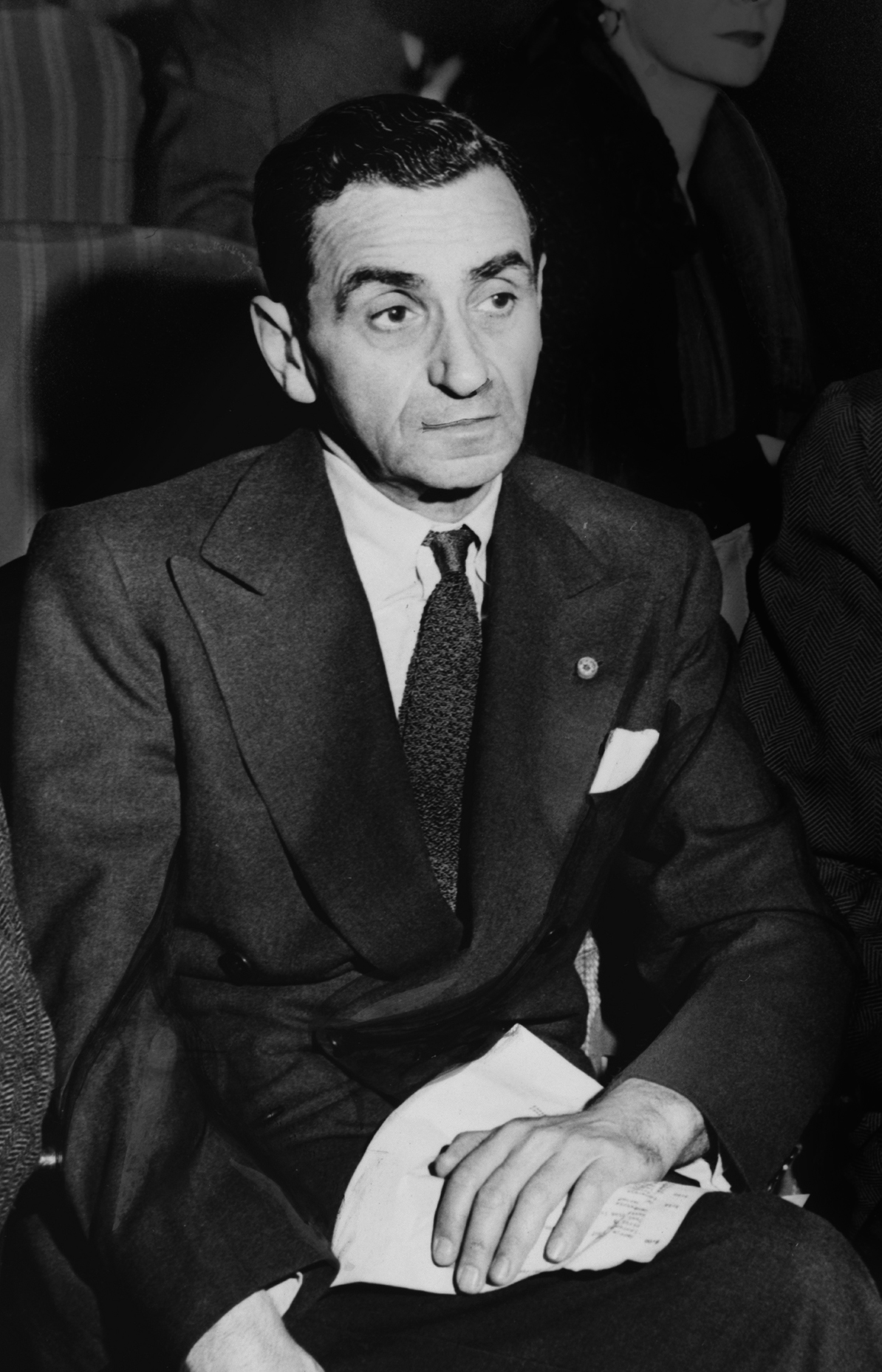
Der Komponist Irving Berlin

Über Schallplatten, Radio und Film erreichte Musik nun auch das Publikum, das selbst keine Noten lesen konnte. Dadurch wurden „passive“ Konsumenten der neue Kern des Massenpublikums populärer Musik. In der sogenannten zweiten Generation von Tin-Pan-Alley-Songwritern nahmen die Einflüsse europäischer Kunstmusik wieder zu und die Songs zielten immer mehr auf die gehobene Mittelschicht und die Oberschicht in den Städten ab. Mit der Gründung der mächtigen und exklusiven Verwertungsgesellschaft ASCAP konnten sich Songwriter finanziell besser absichern und der Einfluss der Musikindustrie auf die populäre Musik der USA wurde für lange Zeit festgeschrieben. Namhafte amerikanische Komponisten und Songwriter jener Zeit waren Irving Berlin, Jerome Kern, aber auch George Gershwin. Auffällig war das Festhalten an unterhaltenden und sentimentalen Themen in den Songs der Tin Pan Alley, scheinbar unbeeindruckt von den Weltkriegen oder der Großen Depression.

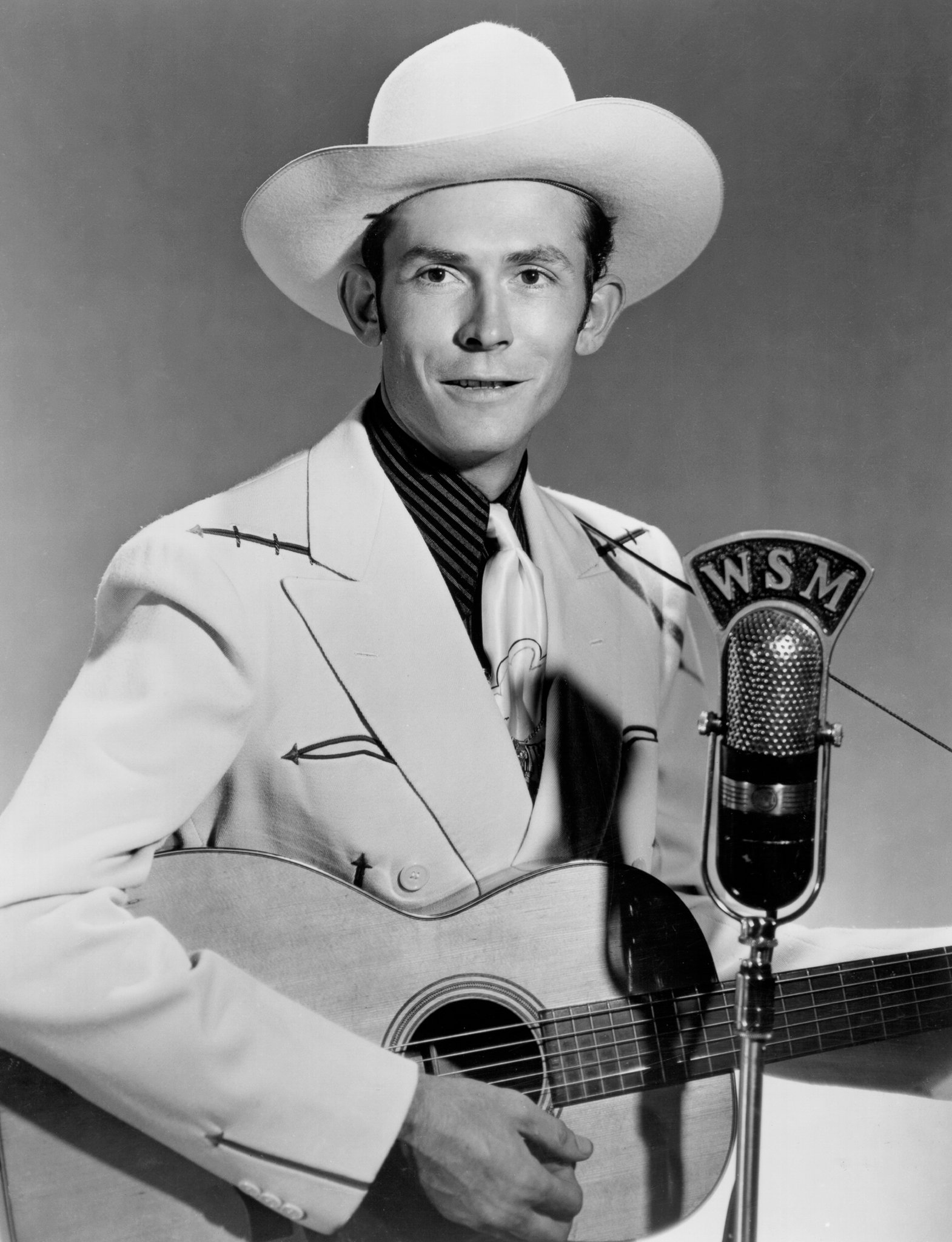
Der Country-Star Hank Williams

Die neuen Medien zur Verbreitung von Musik wurden nicht nur vom weißen Bürgertum genutzt. Im ländlichen Südwesten der USA waren große Bevölkerungsgruppen relativ isoliert vom amerikanischen kulturellen Mainstream geblieben; stattdessen hatten sie weiter ihre eigenen Traditionen gepflegt. Narrative Balladen, oft mit historischen Themen, wurden zunächst unbegleitet vorgesungen, dann durch Banjo, Fiddle und Gitarre ergänzt. Auch Tanzmusik war bei der Landbevölkerung beliebt, vor allem Reel und Hornpipe. Außerdem hatten einige „klassische“ Songs (etwa von Stephen Foster) es ins traditionelle Repertoire geschafft. Diese Musik, als Old-Time Music oder Hillbilly-Musik bekannt, konnte im 20. Jahrhundert dank der Schallplattenindustrie und der Massenmedien breiter rezipiert werden und entwickelte sich zur kommerziell überaus erfolgreichen Country-Musik, die rasch eine Reihe von Stars hervorbrachte, darunter die Carter Family, Jimmie Rodgers oder später Hank Williams. Durch diverse stilistische Eigenheiten bildete die Country-Musik einen deutlichen Kontrast zur bürgerlichen Tin-Pan-Alley-Musik.

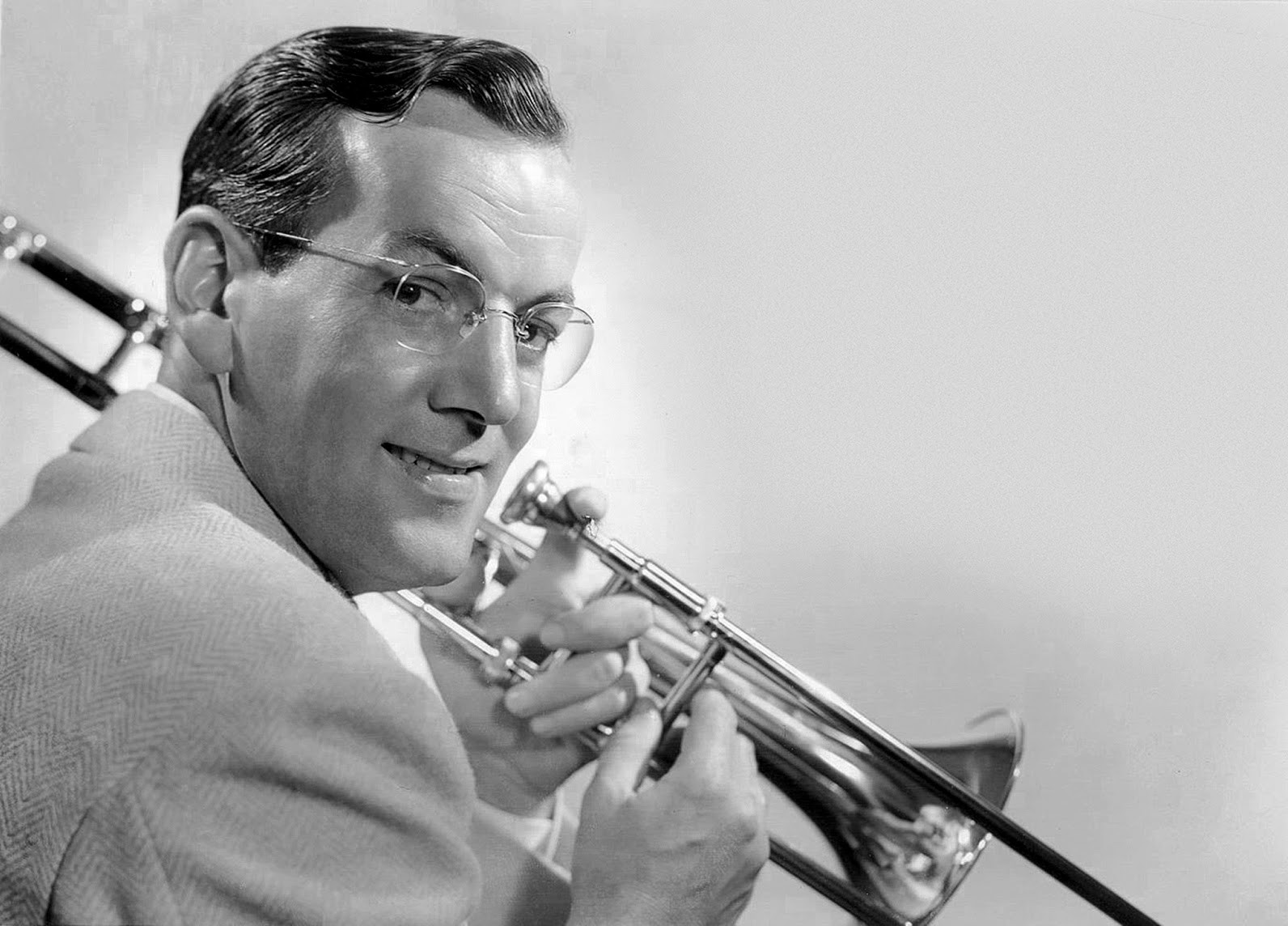
Der Bandleader Glenn Miller

Der Erfolg von Mamie Smith in den 1920er-Jahren verhalf zudem dem Blues zu einer Popularitätswelle. In der Folge entdeckte die Schallplattenindustrie weitere afroamerikanische Musikstile für sich, darunter Boogie-woogie, Spirituals, Gospel und Jazz, die alle unter dem Schlagwort Race music zusammengefasst wurden. Außerdem erreichten Einflüsse lateinamerikanischer Musik (Tango, Rumba, Mambo) die amerikanische populäre Musik. Jazzmusik wurde von vielen Songwritern der Tin Pan Alley als Inspirationsquelle genutzt und die großen Jazzensembles nahmen ihrerseits populäre Songs in ihr Repertoire auf. Ab 1935 entstand aus dieser Verflechtung der gewaltige kommerzielle Erfolg des Swing, zunächst getragen von weißen Bandleadern wie Glenn Miller und Benny Goodman. Sänger wie Frank Sinatra, Jo Stafford, Doris Day, Perry Como, Billie Holiday, Helen Forrest und Bing Crosby dominierten nun die populäre Musik der USA und erstmals kam darin auch afroamerikanischer Musik ein höherer Stellenwert zu.
Das Ende der Tin-Pan-Alley-Ära leiteten 1940 die gescheiterten Verhandlungen der ASCAP mit den Rundfunkverbänden über die Lizenzierung ihrer Musik ein: Die Broadcast Music Incorporated wurde gegründet und beraubte die ASCAP ihrer Monopolstellung. Dadurch konnten nun neue Songwriter und Musikverlage den Markt erobern und die populäre Musik wurde nach einem halben Jahrhundert ohne größere stilistische Erneuerungen vielfältiger. Insbesondere Country floss immer stärker in die Mainstream-Musik ein.

### Europa unter amerikanischem Einfluss

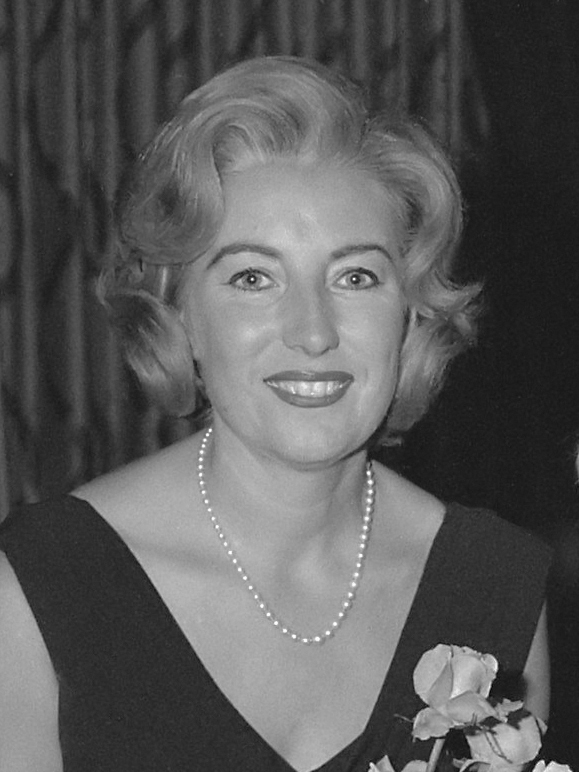
Die Sängerin Vera Lynn

In Europa hielt man Anfang des 20. Jahrhunderts an populären Musiktraditionen wie Musiktheater, Varieté und Tanzmusik fest. Doch die amerikanischen Einflüsse wurden zunehmend stärker, angetrieben durch Besuche unterschiedlicher amerikanischer Musiker wie John Philip Sousa, Will Marion Cook, der Original Dixieland Jass Band, Paul Whiteman, Louis Armstrong oder Josephine Baker. Ragtime gewann an Popularität, New Yorker Musicals wurden auch in London gespielt, amerikanische Filme begeisterten das europäische Publikum und amerikanische Tanzmusik verbreitete sich in allen sozialen Schichten. Sänger wie Al Bowlly und Vera Lynn oder Songwriter wie Lawrence Wright und Ray Noble übernahmen erfolgreich amerikanische Stile.
Einige europäische Besonderheiten wie das französische Chanson, die italienische Canzone oder der deutsche Schlager widerstanden den Einflüssen und übernahmen nur langsam Elemente der amerikanischen Musik. Im Musiktheater konnten Songwriter wie Ivor Novello, Noël Coward oder Kurt Weill regionale Eigenheiten bewahren. Außerhalb des Mainstreams überlebten diverse lokale Musiktraditionen. Nach dem Zweiten Weltkrieg wurden in Europa massiv Musik und Filme aus den USA importiert, auch wenn gleichzeitig in verschiedenen Ländern versucht wurde, die nationale Musikproduktion wiederzubeleben (durch Initiativen wie das Sanremo-Festival und später den Eurovision Song Contest). Spätestens seit dem globalen Siegeszug des Rock ’n’ Roll war die amerikanische Dominanz innerhalb der populären Musik jedoch unbestritten.

### Rock ’n’ Roll
Mitte des 20. Jahrhunderts löste Musik aus der schwarzen und weißen Arbeiterklasse die Tin Pan Alley als amerikanischen Mainstream der populären Musik ab. Das Zentrum der populären Musik verschob sich von New York in den Süden der USA, an die Stelle eines professionellen Netzwerks aus Komponisten, Musikern und Plattenlabels traten unabhängige Labels und großenteils nicht professionell ausgebildete Musiker. Die kommerziell etablierten Genre-Kategorien wurden immer mehr in Frage gestellt und neue Begrifflichkeiten kamen auf.

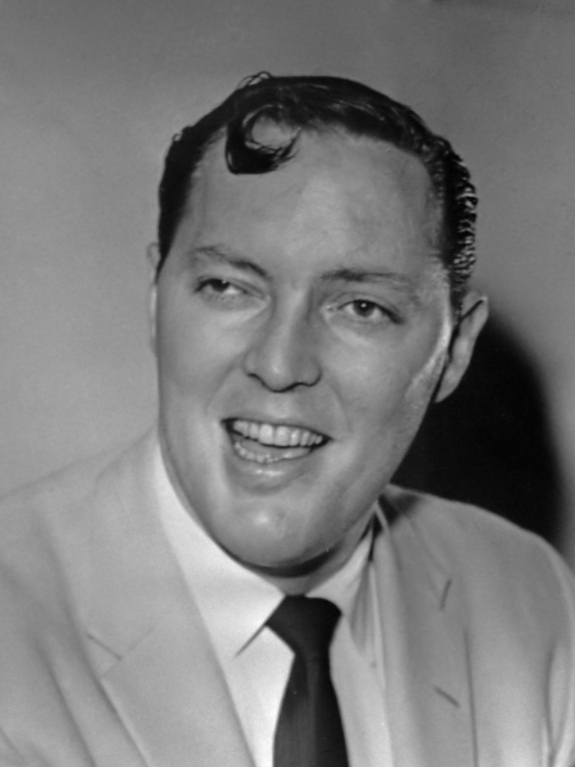
Der Rock-’n’-Roll-Pionier Bill Haley

„Rock ’n’ Roll“, ein gebräuchlicher Ausdruck aus älteren Blues-Texten, wurde erstmals als Beschreibung des Rhythm and Blues (RnB) von Joe Liggins and the Honeydrippers (1946) verwendet. Mit zunehmendem Interesse weißer Jugendlicher am (vorwiegend) schwarzen RnB und der gezielten Vermarktung dieser Musik durch den Radio-DJ Alan Freed begann Mitte der 1950er-Jahre die Ära des Rock ’n’ Roll. 1955 erreichte Rock Around the Clock von Bill Haley die Spitze der amerikanischen Verkaufscharts und damit Rock ’n’ Roll die breite amerikanische Öffentlichkeit. Viele weiße Musiker aus dem Country-Bereich übernahmen Stilmerkmale des RnB und wurden rasch zu Stars des neuen Genres. Rock ’n’ Roll wurde nicht nur zum Inbegriff jugendlicher Rebellion, was den zukünftigen Fokus populärer Musik auf ein jugendliches Publikum vorwegnahm, sondern verstand es auch, zwischen sozialen Klassen und ethnisches Minderheiten zu vermitteln.
Das Interpretenfeld des Rock ’n’ Roll setzte sich sowohl aus weißen (etwa Jerry Lee Lewis, Elvis Presley oder Carl Perkins) als auch schwarzen Musikern (etwa Fats Domino, Little Richard oder Ruth Brown) zusammen. Stilistische Neuerungen des neuen Genres waren die zunehmende Bedeutung der E-Gitarre und ein charakteristisches Schlagzeugspiel, doch die Musik behielt gleichzeitig eine Vielzahl älterer Stile bei, beispielsweise aus Gospel, Hillbilly, Blues oder Boogie-Woogie. Eine gängige Herleitung des Rock-’n’-Roll-Stils sieht das Genre als Fusion aus Rockabilly (entstanden aus Country und Jump Blues) und RnB (entstanden aus Blues, Jazz, Tin-Pan-Alley-Musik und Gospel). Das Genre erfuhr rasch eine ungekannte weltweite Rezeption, die auch vor dem kommunistischen Ostblock nicht Halt machte.

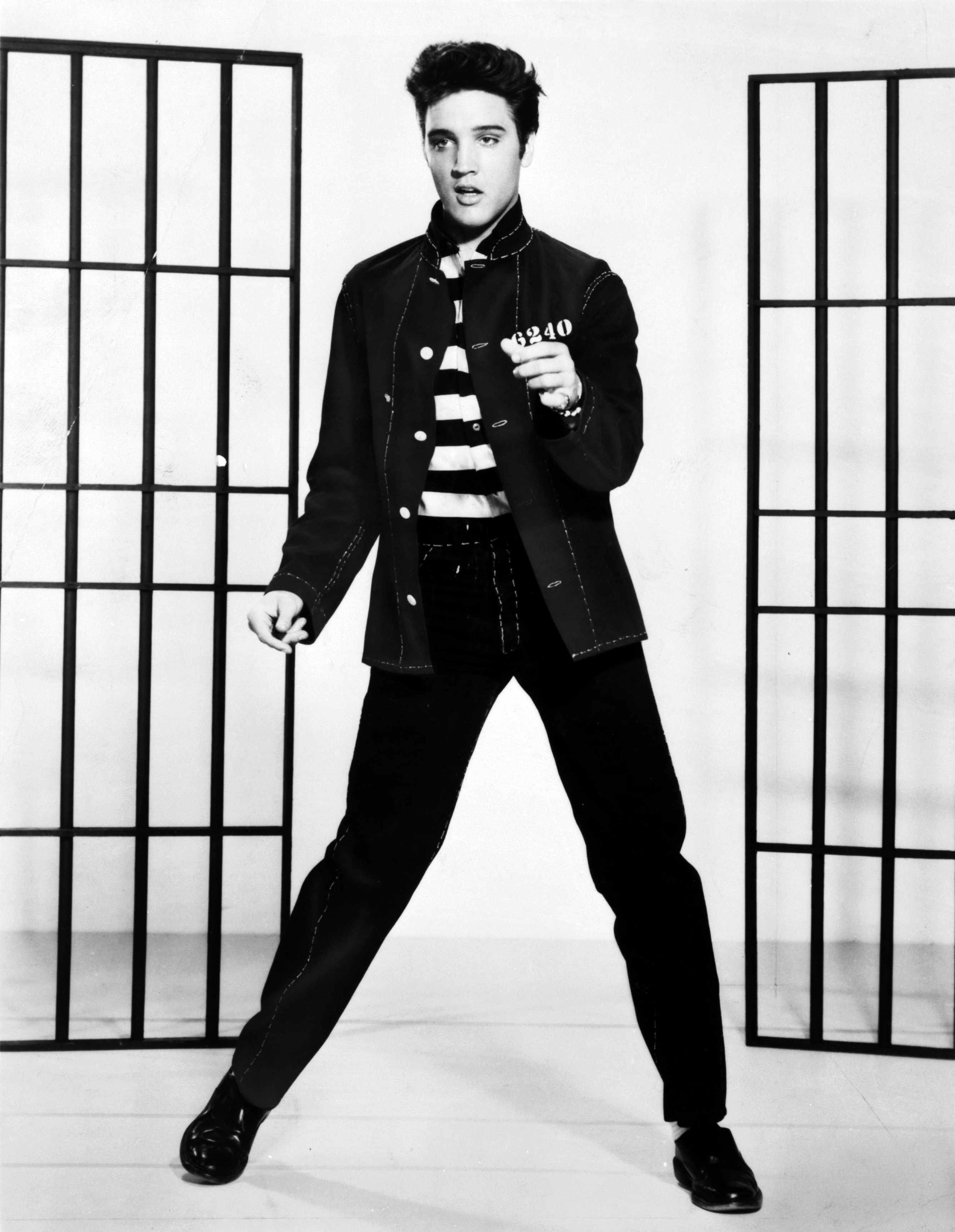
Der Rock-’n’-Roll-Star Elvis

Afroamerikanische Vokalgruppen wie The Coasters oder The Drifters gehörten zu den erfolgreichsten Interpreten populärer Musik der 1950er-Jahre, mit einer Kombination aus romantischen Balladen und rhythmischen Rock-’n’-Roll-Songs. Diese begründeten das Genre Doo Wop, in dem rasch auch weiße (vor allem italoamerikanische) Gruppen erfolgreich waren. Der mit Abstand erfolgreichste Künstler jener Zeit war Elvis Presley, der sich sowohl bei Country als auch bei RnB ausgiebig bediente und mit seinem Charisma besonders durch Fernsehauftritte und Filmrollen einen bis dahin ungekannten Star-Status erreichte. Presley hatte mit seinem Erfolg quer durch alle Bevölkerungsschichten einen enormen Einfluss auf die Geschichte populärer Musik.
Als Zentrum der Country-Musik etablierte sich unterdessen Nashville. In den 1950er-Jahren herrschte dort Honky Tonk vor und Presleys Erfolg führte zu einer deutlichen Spaltung zwischen Rockabilly (mit afroamerikanischen Einflüssen) und „klassischem“ Country in der Tradition Hank Williams. Chet Atkins entwickelte einen neuen Country-Stil, der auf ein breiteres Publikum zugeschnitten war. Für die Förderung des Country wurde 1958 die Country Music Association gegründet. Gegen Ende der 1950er-Jahre leiteten der Payola-Skandal um unlautere Vermarktung bestimmter Rock-’n’-Roll-Songs durch DJs gegen Bezahlung, das Wiederaufleben der Marktdominanz großer Plattenfirmen sowie der Tod Buddy Hollys und die Karriereknicks Elvis Presleys, Chuck Berrys, Little Richards und Jerry Lee Lewis das Ende der Ära ein. Dennoch blieb Rock ’n’ Roll noch lange ein bedeutender Einflussfaktor in der populären Musik.

### Beatmusik und weitere Stile der 1960er-Jahre

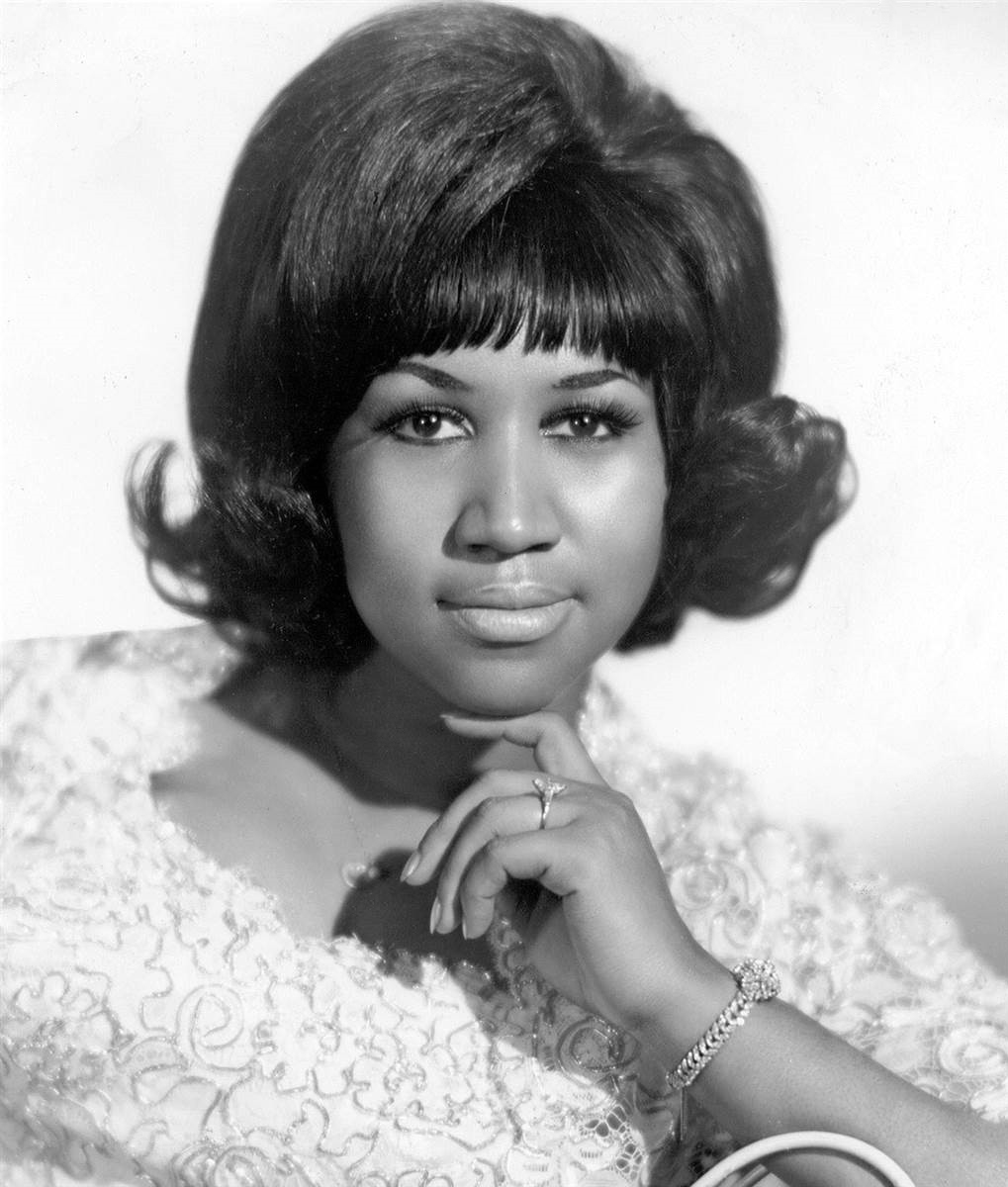
Die Sängerin Aretha Franklin

Anfang der 1960er-Jahre belebten Musiker wie Neil Sedaka oder Carole King in New York den Stil der Tin Pan Alley wieder. In Chicago und Memphis wurde Soulmusik für ein vorwiegend schwarzes Publikum gepflegt (Wilson Pickett, Aretha Franklin, Otis Redding), in Detroit entwickelte man den charakteristischen Motown-Sound, der gospelinspirierte Musik einem weißen Publikum nahebringen konnte (Stevie Wonder, Diana Ross and the Supremes, Marvin Gaye), und Doo-Wop-Girlgroups (vielfach produziert von Phil Spector) gelangen große Erfolge (The Shirelles, the Ronettes, The Shangri-Las). James Brown legte mit dem Funk den Grundstein für spätere Tanzmusik und Hip-Hop. Die größte Popularität genossen die Beach Boys aus Kalifornien, die in ihrer Surfmusik Doo Wop und Rock ’n’ Roll kombinierten und das Lebensgefühl der kalifornischen Mittelklasse ausdrückten.
Country wurde stärker vermarktet und brachte neue Stars wie Loretta Lynn, Tammy Wynette, Willie Nelson oder Kris Kristofferson hervor. Musiker aus der Volksmusik (Folk) übernahmen teilweise Rock-’n’-Roll-Stilistik für politische Protestlieder und Singer-Songwriter, allen voran Bob Dylan, brachten lyrisch herausragende Texte in die populäre Musik ein. Bob Dylan prägte das Fusionsgenre Folk-Rock, das analog auch im Country Fuß fasste (Country-Rock), mit The Byrds, Neil Young oder den Eagles.

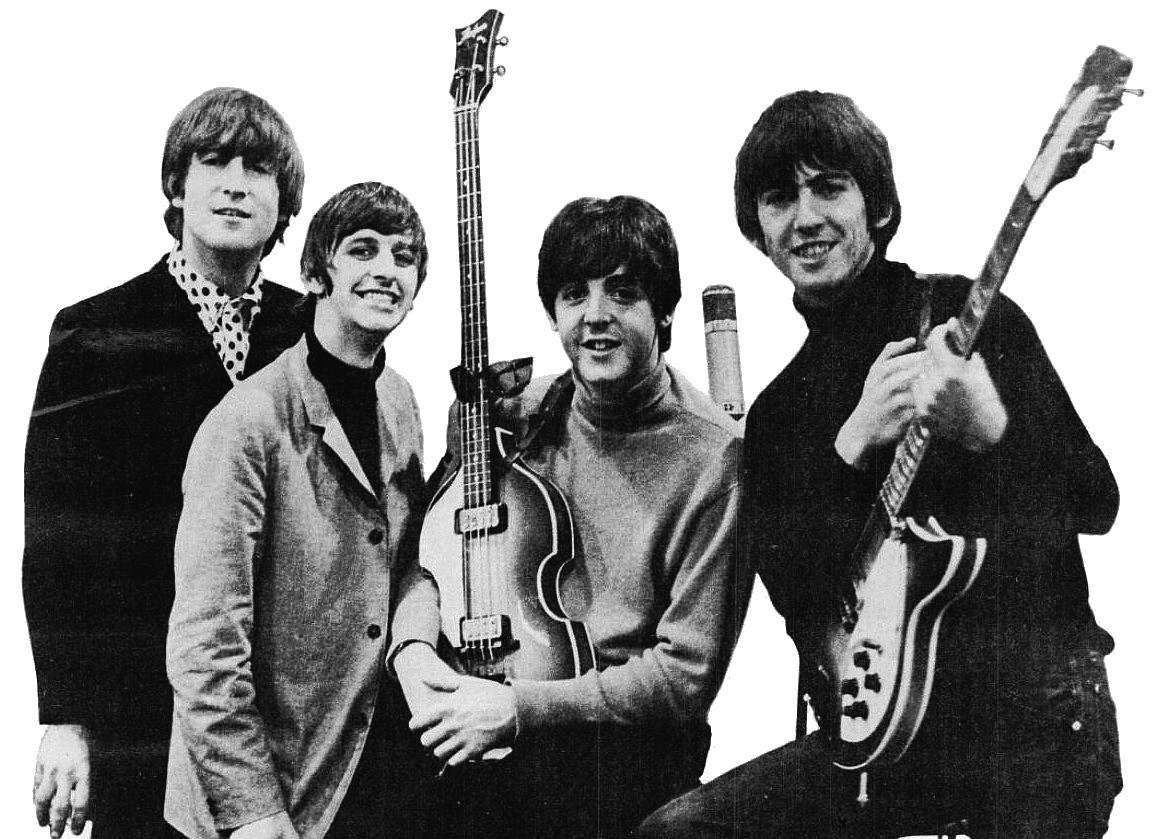
Die Beatles

Schließlich fand der amerikanische Rock ’n’ Roll eine Art Fortsetzung, aber auch einen Gegenentwurf, in der britischen Beatmusik, die durch die British Invasion auch den amerikanischen Musikmarkt eroberte. Die britischen Beatbands waren nach dem Modell amerikanischer Rock-’n’-Roll-Gruppen gegründet worden und der Welterfolg der Beatles bei Publikum und Kritik gleichermaßen schuf auch eine Erwartung an Bands, ihre eigene Musik zu schreiben. Die Beatles konnten auch neuartige musikalische Stile und Produktionstechniken populär machen (etwa in Sgt. Pepper’s Lonely Hearts Club Band, 1967). Weitere erfolgreiche britische Bands waren die Rolling Stones, Herman’s Hermits, The Yardbirds, The Kinks oder The Animals.

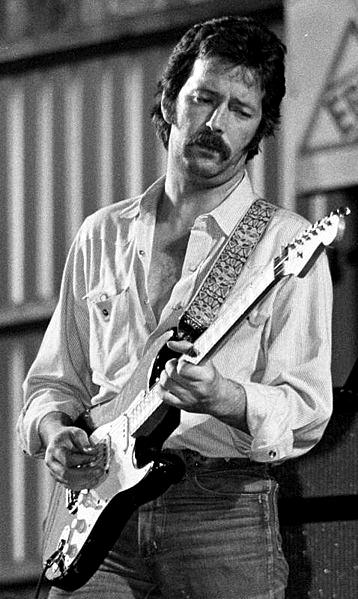
Der Bluesrock-Musiker Eric Clapton

Aus der musikalischen Weiterentwicklung des Blues gingen neue „härtere“ Musikstile wie Bluesrock und Hard Rock hervor. Die E-Gitarre wurde endgültig zum Haupt-Soloinstrument und virtuose Gitarristen wie Jimi Hendrix und Eric Clapton prägten zukünftige Generationen von Musikern. Bands wie The Doors oder The Who führten charakteristische neue Stilmerkmale in die Rockmusik ein.
Die Populärkultur und -musik der späten 60er-Jahre war ein Sammelbecken des politischen Aktivismus und jugendlicher Gegenkultur, was 1969 im Woodstock-Festival kulminierte. Gleichzeitig entstanden in der populären Musik auch „elitäre“ Stile wie Artrock oder Progressive Rock mit vermehrten Anleihen bei westlicher Kunstmusik, repräsentiert etwa von Pink Floyd oder Emerson, Lake, and Palmer. Magazine wie Rolling Stone etablierten sich als Sprachrohr der „Rockkritik“, die den Musikjournalismus und die Popularmusikforschung maßgeblich prägte.

### 1970er-Jahre
In den 1970er-Jahren wuchs die Musikindustrie explosionsartig und neue Marketingstrategien verfestigten die sich abzeichnenden Genregrenzen innerhalb der populären Musik. Die Weiterentwicklung der Tontechnik beeinflusste Aufnahmepraxis und Liveperformance gleichermaßen. Inhaltlich blieb Protest gegen soziale Ungleichheit und gegen Gewalt ein Thema bei Rockbands wie Crosby, Stills, Nash, and Young oder bei Motown-Stars wie Marvin Gaye und Stevie Wonder, wobei sich jedoch eher der stärker introspektive und persönliche Stil der Singer-Songwriter durchsetzte, etwa bei James Taylor, Carole King, Joni Mitchell, Paul Simon, Neil Young, Jackson Browne oder Billy Joel. Bruce Springsteen kombinierte erfolgreich den Stil der Singer-Songwriter mit bodenständigen Texten und musikalischen Einflüssen aus Rock, Soul und von Phil Spector.

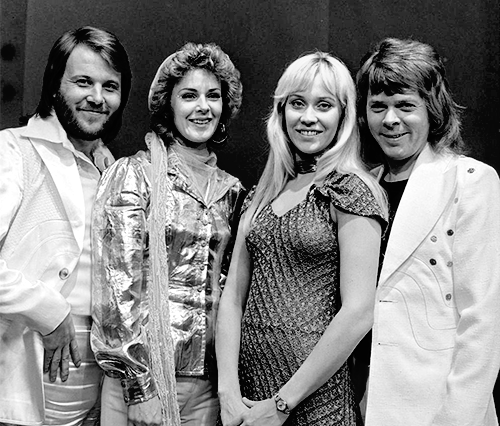
Die Band ABBA

Rockmusik orientierte sich immer mehr zum Album als Veröffentlichungsformat hin, was Bands wie Led Zeppelin, REO Speedwagon, Rush und Journey groß machte. Von der Tin Pan Alley geprägte Popmusik hingegen fand ihre Fortführung in neuen internationalen Stars wie Elton John, Olivia Newton-John und ABBA. Jazz stieß dank populärer Künstler wie Miles Davis in die Popcharts vor und inspirierte Bands wie Chicago und Blood, Sweat & Tears. Carlos Santana kombinierte Blues und lateinamerikanische Rhythmen, während Rockbands aus den Südstaaten Blues mit Country zusammenbrachten (etwa Lynyrd Skynyrd, The Allman Brothers Band oder ZZ Top).
Inspiriert von Bob Dylan kamen vermehrt Countryrock-Bands wie The Byrds, The Eagles oder die Nitty Gritty Dirt Band auf. Den Mainstream des Country prägten hingegen Stars wie Dolly Parton, Conway Twitty, Merle Haggard oder Loretta Lynn. Einige Countrymusiker rebellierten innerhalb der Outlaw-Bewegung gegen die Country-Szene in Nashville, um ein jüngeres Publikum anzusprechen. Mit dem Erfolg Bob Marleys konnte auch Reggae ein größeres Publikum erreichen und andere populäre Musikstile beeinflussen.

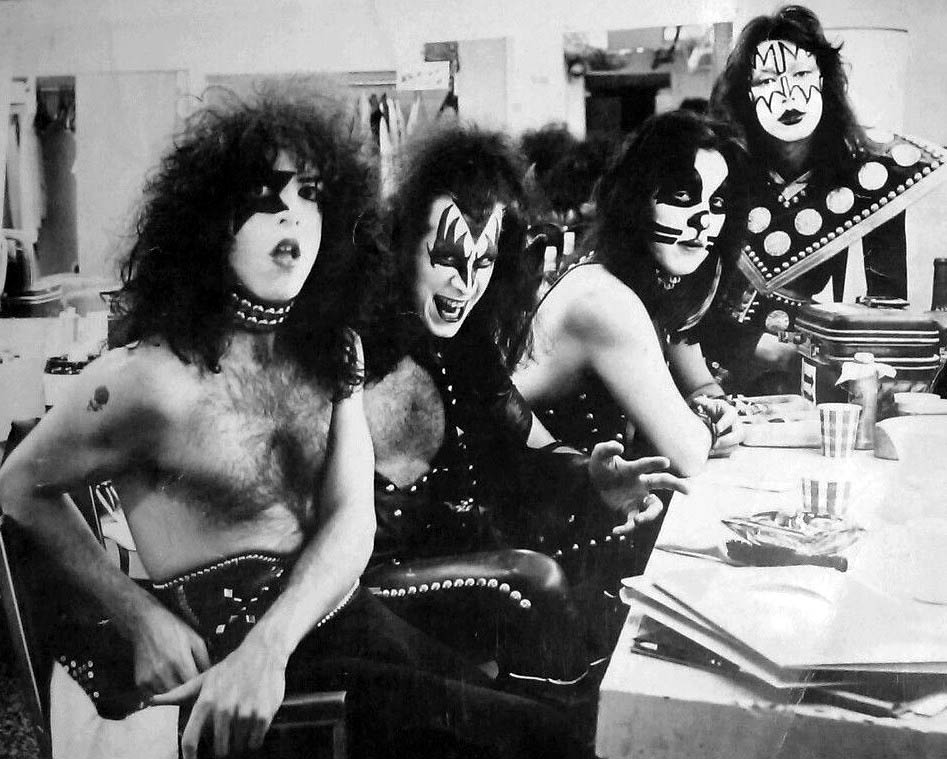
Die Band Kiss

Die 1970er-Jahre brachten auch den Hard Rock und Heavy Metal hervor, wobei Bands wie Led Zeppelin, Black Sabbath oder Deep Purple okkulte Themen, Mystik und Paranoia mit härterem Schlagzeug und Bass, mit verzerrten Gitarren und Schreigesang verbanden. Heavy Metal brachte ein neues Virtuosentum hervor, mit Eddie Van Halen als erstem Stargitarristen, und entwickelte spektakuläre Bühnenshows. Erfolgreichste Band des Jahrzehnts wurde Kiss, die wie bspw. Alice Cooper mit Glam Rock auch für das Infragestellen von Genderkonventionen stand.

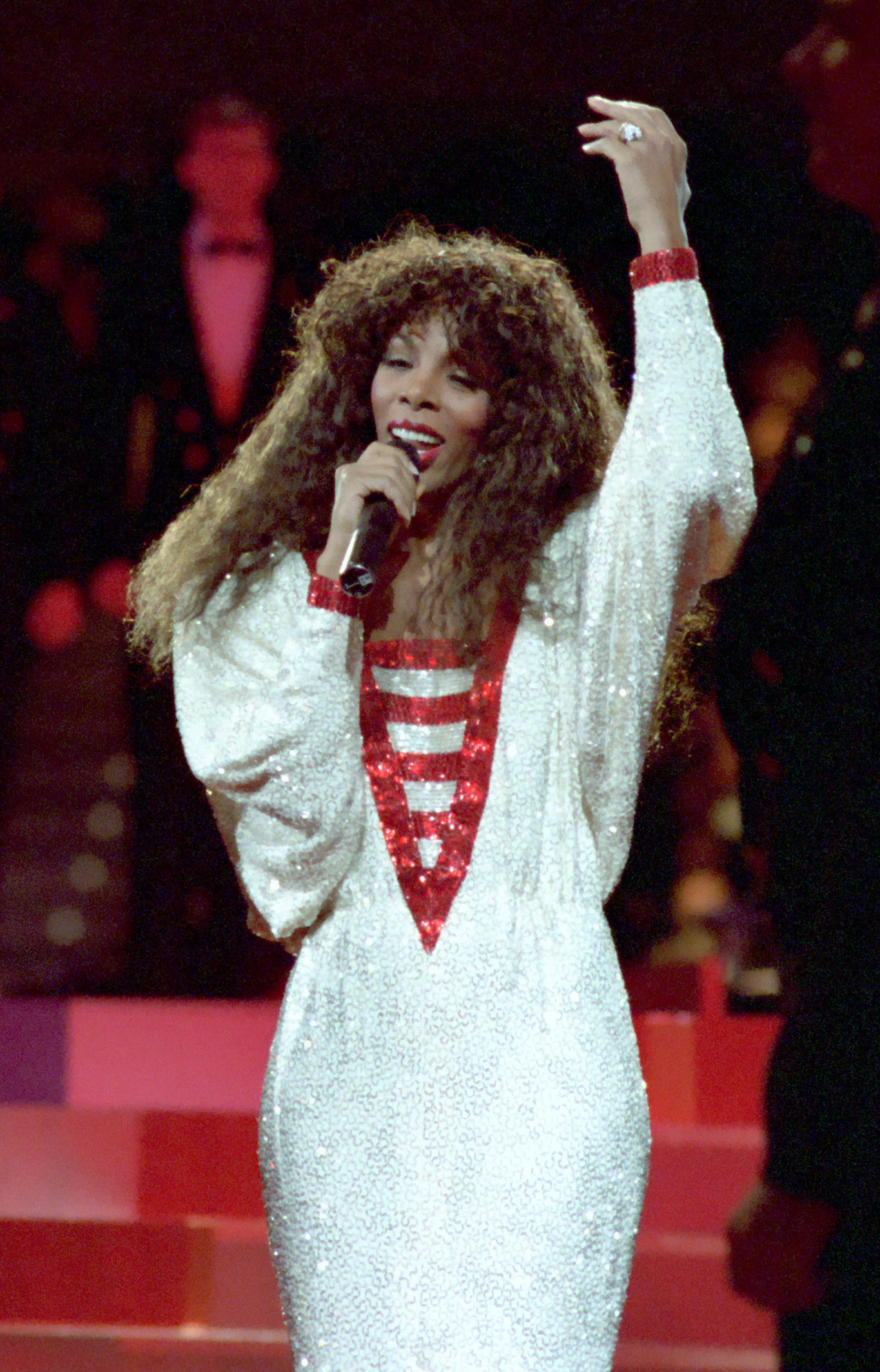
Die Sängerin Donna Summer

Ebenfalls in den 70er-Jahren kam es zur Disco-Welle. Diese begann als Tanzmusik ausgegrenzter schwarzer und homosexueller Minderheiten, die von DJs in New York und San Francisco entwickelt wurde und Soul mit einem prägnanten, schnellen Rhythmus kombinierte. Auch Funk und Salsa flossen in die Discomusik ein. Disco galt als besonders erotisches Genre und wurde von „Diven“ wie Donna Summer und Produzenten wie Giorgio Moroder geprägt. Erfolgreichste Vertreterin des international populären Genres war die australische Gruppe Bee Gees. Das Genre geriet Ende der 70er-Jahre als sinnlos, banal und industriell gefertigt in Verruf, lebte später aber in anderen Formen elektronischer Tanzmusik fort.
Die rebellischen Aspekte des Rock ’n’ Roll fanden in den 70er-Jahren ihre Fortsetzung im auf kalkulierte Provokation ausgerichteten Punk, einer besonders rohen, gitarrenlastigen und aufs Wesentliche reduzierten Musik. Bedeutende Vertreter waren die Ramones, Iggy Pop, die Sex Pistols und The Clash. Das Genre signalisierte eine weitere Fragmentierung der populären Musik und brachte in der Folge härtere Spielarten wie Hardcore (mit Black Flag, Dead Kennedys oder Plasmatics) hervor, aber auch New Wave (mit The Cars, Devo oder Talking Heads). New Wave erfuhr mit der Neuen Deutschen Welle auch eine erfolgreiche deutschsprachige Variante.

### 1980er-Jahre
In den 1980er-Jahren veränderte sich die Musikproduktion durch neue technischen Entwicklungen wie Drumcomputer, Sampler, Synthesizer und Sequenzer, wodurch neue Klänge sowie die nachträgliche Bearbeitung und digitale Speicherung von Musik möglich wurden. Die weltweit populäre Musikkassette wurde 1983 von der Compact Disc abgelöst, was die Tonqualität verbesserte und die Erträge der Musikindustrie enorm steigerte. Populäre Musik aus Nordamerika dominierte mittlerweile nur noch rund ein Drittel der globalen Musikindustrie und die großen Plattenlabels konzentrierten sich zunehmend auf internationale Marketingstrategien.

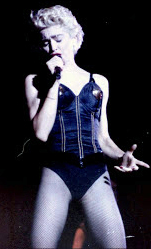
Die Sängerin Madonna

Der Start von Fernsehsendern wie MTV (1981) verstärkte die Bedeutung des Musikvideos und der visuellen Aspekte der populären Musik, was Stars wie Madonna und Michael Jackson hervorbrachte. Jackson brach 1982 mit dem Welterfolg des Albums Thriller alle Rekorde. Ein weiterer einflussreicher Künstler dieser Zeit war Prince, der Genregrenzen und Gendernormen durchbrach. Madonna, Tina Turner, Cyndi Lauper und weitere Sängerinnen der Zeit spielten in Musikvideos mit sexistischen Erwartungen und setzten sich für weibliche Emanzipation ein. Gleichzeitig entdeckte man die Wirksamkeit großer Rockkonzerte für Benefizzwecke, wie Live Aid oder USA for Africa.
Die Popcharts wurden von New Jack Swing und Musikern wie Whitney Houston, Janet Jackson, Lionel Richie oder George Michael dominiert. Als zwei der bedeutendsten Bands der Dekade behaupteten sich U2 und R.E.M., während Billy Joel und Paul Simon die Singer-Songwriter-Tradition fortsetzten. In der Countrymusik besann man sich zunehmend wieder auf traditionellere Elemente, mit Musikern wie Randy Travis, Reba McEntire, Dwight Yoakam, George Strait oder Ricky Skaggs. Auch dank des Films Urban Cowboy erreichte ein leichterer Country-Stil ein Massenpublikum. Aus den Traditionen von Disco und Funk entstanden Genres wie House und Detroit Techno, Teil einer umfangreichen Clubkultur. Techno wurde in Berlin nach dem Mauerfall zur dominierenden Musik des Nachtlebens im deutschsprachigen Raum, mit bedeutenden Veranstaltungen wie der Loveparade.

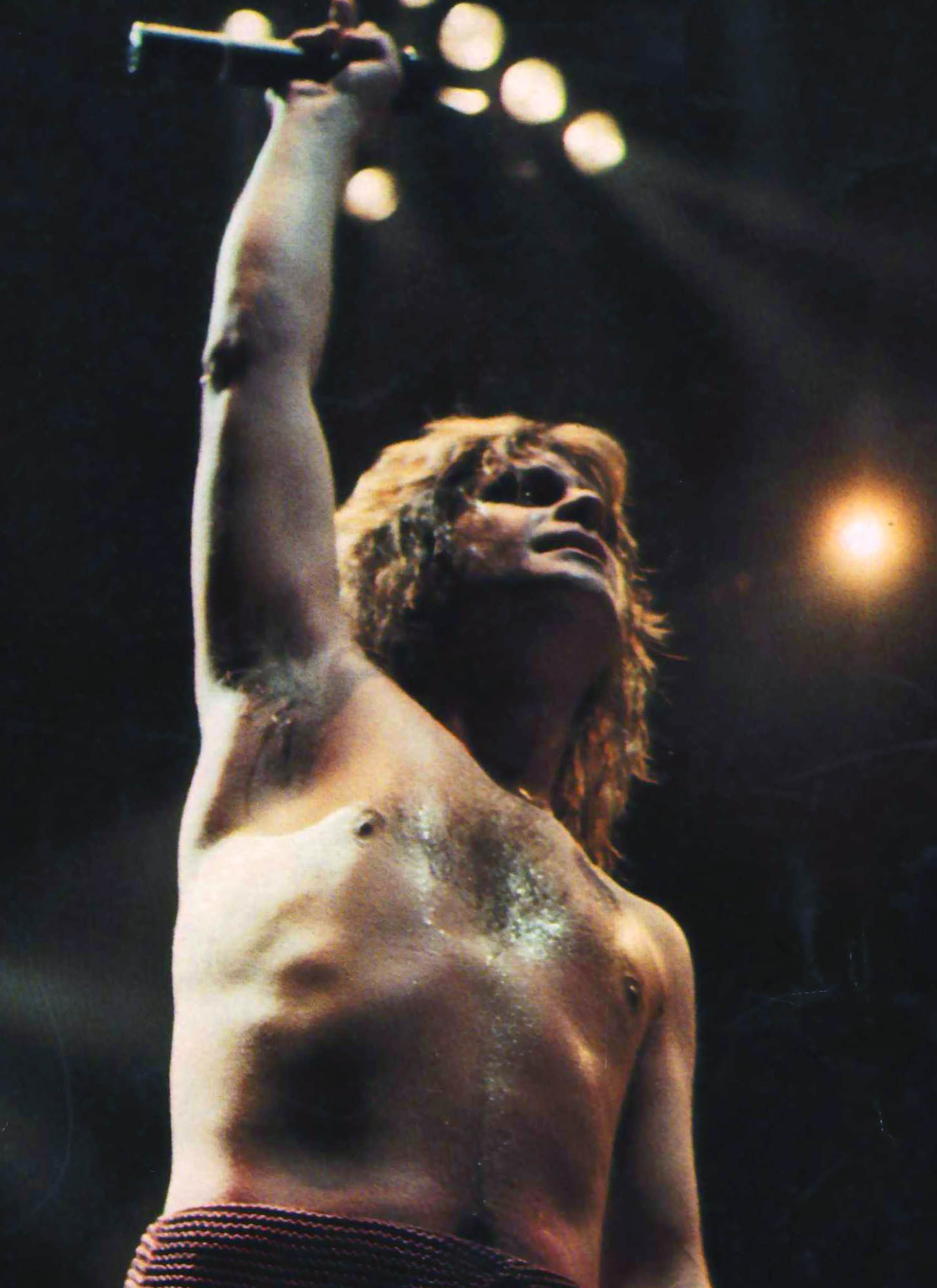
Der Musiker Ozzy Osbourne

Eingeleitet durch die New Wave of British Heavy Metal und Bands wie Def Leppard, Iron Maiden oder Motörhead wurde Heavy Metal in den 1980er-Jahren zu einem dominierenden Genre der populären Musik, das auch in MTV und den Radios ausgiebig gespielt wurde. Glam Metal von Mötley Crüe, Ratt oder Poison sowie die Erfolge von Ozzy Osbourne und Bon Jovi befeuerten die Popularität des Genres, während sich außerhalb des Mainstreams Subgenres wie Thrash Metal, Death Metal und Speed Metal mit Vertretern wie Slayer, Testament, Megadeth und Metallica etablierten.
Die wohl bedeutendste Entwicklung der 1980er-Jahre war jedoch das Aufkommen der Hip-Hop-Musik. Diese Musik griff auf Techniken von DJs zurück, die während der Disco-Ära entstanden waren, und basierte auf langen afroamerikanischen und jamaikanischen Traditionen. Pioniere waren die Rapper Kool Moe Dee und LL Cool J. Grandmaster Flash stellte sozialkritische Texte ins Zentrum, Rapperinnen wie Queen Latifah und Salt ’n’ Pepa brachten die Perspektiven schwarzer Frauen ein. Run-D.M.C. kombinierte Hip-Hop und Metal, Ice Cube, N.W.A und Ice-T entwickelten den aggressiveren Gangsta-Rap. Auch wenn Hip-Hop-Musiker sehr afrozentrisch aufgestellt waren, konnten sie auch ein weißes Publikum erreichen. Genau wie Metal wurde Hip-Hop regelmäßig von Presse und Politik wegen anstößiger Inhalte verteufelt und sah sich zeitweise Zensur ausgesetzt. Weltweit konnte Hip-Hop besonders Jugendliche ethnischer Minderheiten in Städten ansprechen.

### 1990er-Jahre
In den 1990er-Jahren brachten das Internet und das MP3-Format große Veränderungen in den Musikmarkt, die die etablierte Musikindustrie bedrohten und erbitterte Diskussionen um Copyright und Piraterie anstießen. CDs blieben vorerst das wichtigste Medium zum Verkauf von Musik. Während die großen Labels auf multimediale Strategien setzten (Soundtrack-Alben erwiesen sich als überaus erfolgreich) und sich auf die Vermarktung etablierter Stars wie Michael Jackson, Janet Jackson, die Rolling Stones, Madonna, Prince, Aerosmith, Mariah Carey oder Whitney Houston konzentrierten, konnten unabhängige Labels wieder größere Marktanteile gewinnen.

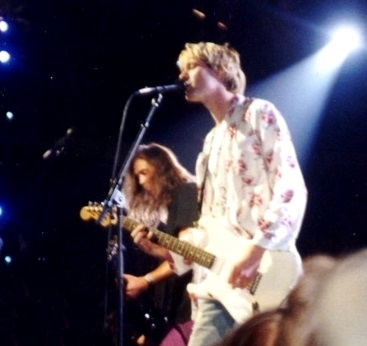
Die Band Nirvana

Die Popularität des Metal ging zurück, zugunsten neuerer Stile, die unter Alternative Rock zusammengefasst wurden und deutlich weniger virtuos und spektakulär waren. Pionier war die Grunge-Band Nirvana, die 1991 ihren Durchbruch hatte; ihr folgten Bands wie Soundgarden und Pearl Jam. Andere erfolgreiche Vertreter dieser neuen alternativen Bewegung, die das Lebensgefühl der Generation X verarbeitete, waren etwa Green Day, The Tragically Hip, The Breeders, Hole, Tori Amos, Liz Phair, Ani DiFranco oder Riot-Grrrl-Bands wie Bikini Kill oder Sleater-Kinney. Alternative Rock stieß rasch in den Mainstream vor und war regelmäßig erfolgreicher als Mainstream-Pop.

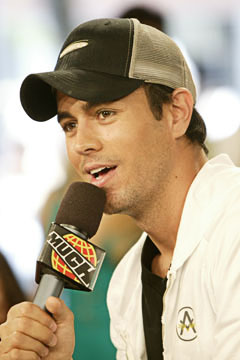
Latin-Pop-Star Enrique Iglesias

Neue Methoden der Chartermittlung zeigten, dass die Popularität von Country und Hip-Hop bis dahin unterschätzt worden war. Im Fahrwasser von Garth Brooks kamen zahlreiche neue Country-Stars wie Alan Jackson, Martina McBride und Shania Twain auf. Gangsta-Rap von Ice Cube, Ice-T, Dr. Dre oder Tupac Shakur blieb das umstrittenste Genre. R&B-Balladen blieben auch in den 90er-Jahren erfolgreich, etwa von Boyz II Men, En Vogue, TLC oder dem Produzenten Babyface. Weltmusik wurde eine immer wichtigere Marketingkategorie, elektronische Tanzmusik bildete immer neue Subgenres wie Jungle und Drum and Bass, und neue Stars wie Marc Anthony, Ricky Martin, Enrique Iglesias und Shakira verhalfen Latin Pop zum Erfolg.

### Das neue Jahrtausend
Zu Beginn des neuen Jahrtausends war populäre Musik hinreichend institutionalisiert (etwa in der Rock and Roll Hall of Fame in Cleveland oder im Museum of Pop Culture in Seattle) und wurde im wissenschaftlichen Kontext ausgiebig behandelt. Musikwissenschaft und verwandte Disziplinen hatten sich zunehmend der Popularmusikforschung gegenüber geöffnet, auch unter dem Einfluss der 1981 gegründeten International Association for the Study of Popular Music, und populäre Musik wurde regelmäßiger Bestandteil wissenschaftlicher Konferenzen, Zeitschriften und Lehrgängen an Universitäten. Ein alterndes Publikum führte zu Trends wie auf Classic Rock spezialisierte Radiosender, regelmäßige Boxset-Sammlungen umfangreicher Diskografien und die Häufung von Tribute-Bands.
Die endgültige Digitalisierung des Musikmarktes stellte die Musikindustrie vor große Herausforderungen: Genrehierarchien innerhalb populärer Musik wurden abgeschwächt, Musikkritik und Musikcharts verloren an Einfluss und Musiker konnten immer einfacher unabhängig von den großen Labels ein Publikum finden. Massive Piraterie von Musik, doch auch legale Dienste wie Spotify, Pandora und der iTunes Store leiteten zusammen mit dem Aufkommen von MP3-Playern das Ende physischer Tonträger als bedeutendstem Format der Musikverbreitung ein. 2006 hatten digitale Verkäufe in den USA CD-Verkäufe überholt. Die Musikindustrie erlitt massive Umsatzverluste und fiel hinter andere Sparten der Unterhaltungsindustrie zurück. Neben Tourneen entwickelten sich Werbeverträge mit Sponsoren zu lukrativen neuen Einkommensquellen. Die 2005 gegründete Videoplattform YouTube verstärkte die Bedeutung des Musikvideos, das Album verlor als Medium immer mehr an Bedeutung.

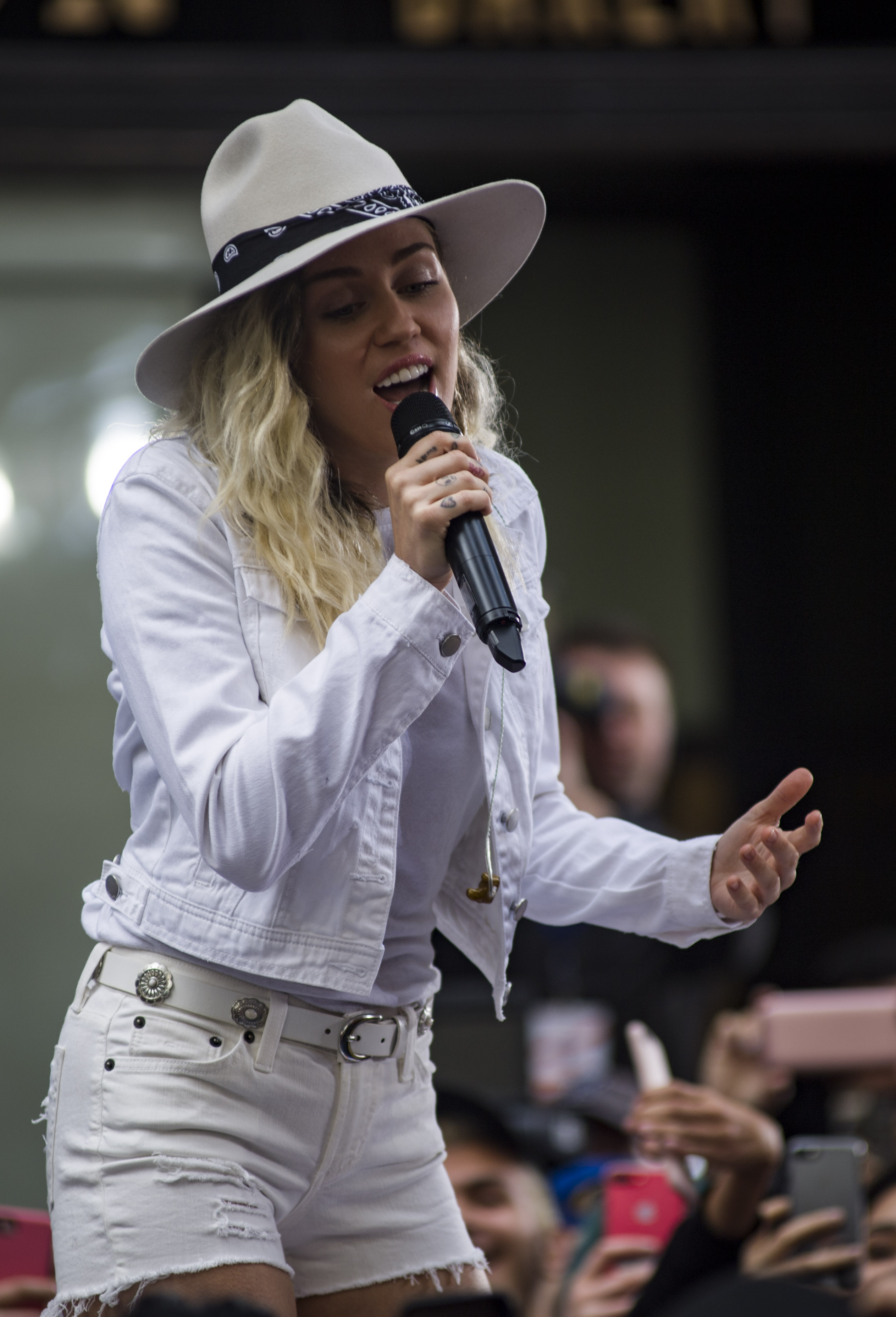
Die Sängerin Miley Cyrus

Anfang der 2010er-Jahre wurde die globale Musikindustrie von nur noch vier Major-Labels kontrolliert: EMI (nach 2011 zerschlagen), Universal, Sony und Warner. Diese setzten vor allem auf multimediale Vermarktung von Musik in Film, Fernsehen, Computerspielen und im Internet, eine Dynamik, die nicht zuletzt zu weltweit erfolgreichen Fernseh-Castingshows wie Pop Idol (aus der Stars wie Kelly Clarkson und Carrie Underwood hervorgingen) und zahlreichen auf ein junges Publikum zugeschnittenen Disney-Stars wie Britney Spears, Christina Aguilera, Justin Timberlake, Miley Cyrus, Jonas Brothers und Selena Gomez führte. Musikdownloads wurden als wichtigste Vertriebsform populärer Musik schließlich von Musikstreaming abgelöst, was auch den Umsatz der Musikindustrie wieder steigern konnte.

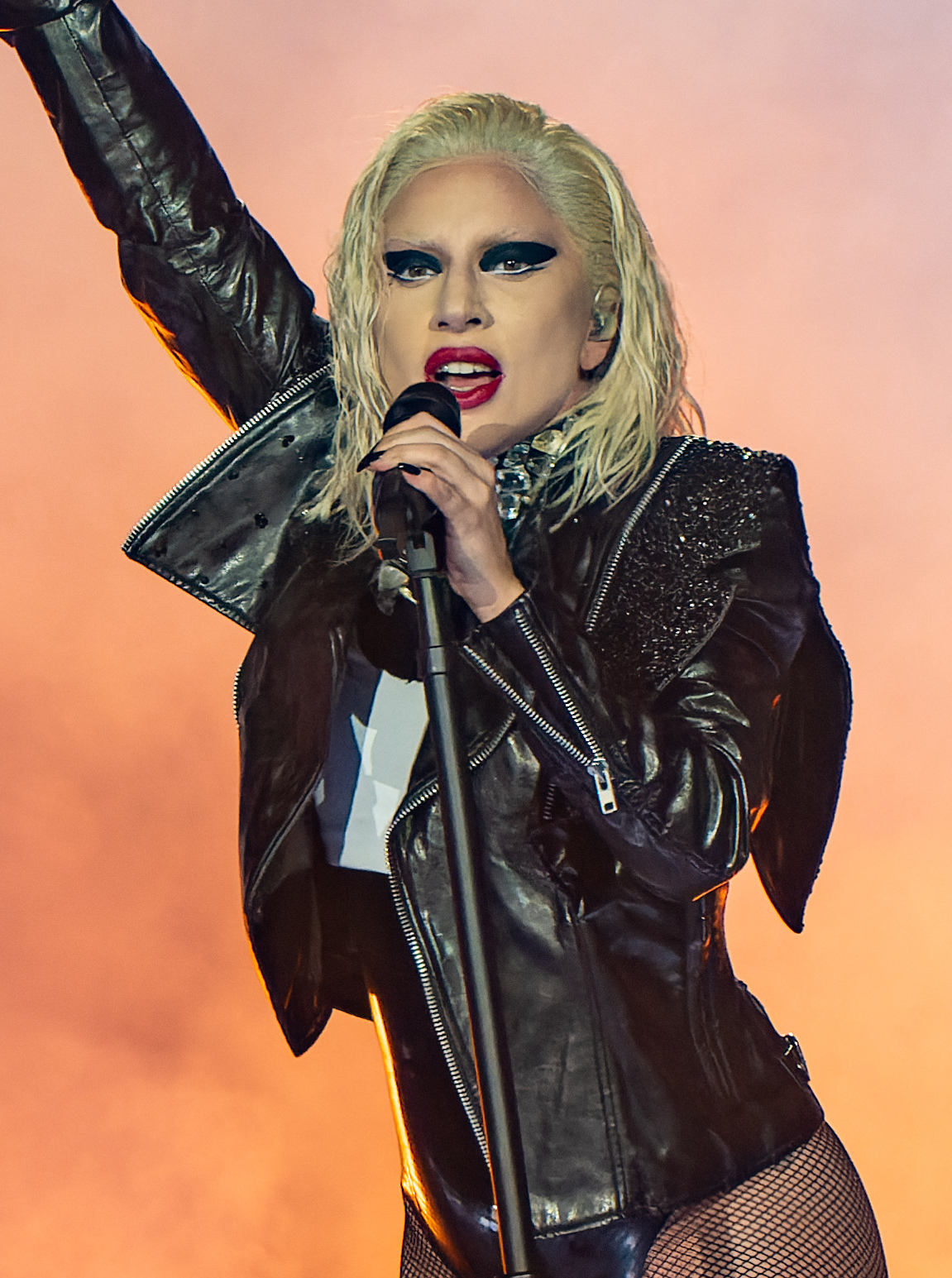
Die Sängerin Lady Gaga

Die Musikstile des vorangegangenen Jahrzehnts wurden durch eine Vielzahl neuer Subgenres und hybrider Genres ergänzt. Elektronische Musik bekam im Rahmen der Digitalisierung immer größere Bedeutung und floss in immer mehr populäre Musik des Mainstreams ein; ein populärer Effekt war die massive Verwendung von Auto-Tune zur Stimmhöhenkorrektur (etwa durch T-Pain). In Abgrenzung dazu pflegten einige Musiker gleichzeitig „nostalgische“ Lo-Fi-Ansprüche, die analoge Musikproduktion und insbesondere die Schallplatte wiederbelebten. Künstlerische Ansprüche und kommerzieller Erfolg trafen bei neuen Stars wie Beyoncé, Rihanna, Arcade Fire und Lady Gaga wieder häufiger aufeinander.

## Merkmale populärer Musik
Populäre Musik durchläuft typischerweise einen kalkulierten Anpassungsprozess aufgrund der konkreten Nachfrage. Die Anpassungen führen zur Häufung und Bevorzugung bestimmter musikalischer Merkmale und Grundlage des Musizierens wird die Variierung feststehender Strukturmodelle (etwa Liedform, Tanzrhythmen oder Blues-Schema). Der Nachsingbarkeit, Tanzbarkeit und Wiedererkennbarkeit verpflichtete Elemente prägen populäre Musikformen ebenso wie eine möglichst klare Gliederung des musikalischen Ablaufs.
Im 19. Jahrhundert herrschte bei populären Liedern, beeinflusst von der Volksmusik, die strophische Form vor: Mehrere Strophen wurden durch einen kurzen Refrain abgeschlossen. Kurze, regelmäßige Phrasen waren die Regel. Sie basierten auf einfachen diatonischen Harmonien, die auch die Melodieverläufe bestimmten. Im Lauf des Jahrhunderts wurden strukturierte Formen mit längeren Phrasen und nach variablen Schemata (etwa AABA oder ABAC) beliebter, insbesondere in instrumentaler Tanzmusik, die auch zunehmend die Rhythmen prägte. Gegen Ende des Jahrhunderts hatte sich der Refrain zum zentralen Teil populärer Musikformen entwickelt und Strophen wurden zunehmend weggelassen. Der Rhythmus wurde durch Synkopen, Ragtime oder Swing angereichert, pentatonische und kreisende Melodien kamen auf und der Gesang setzte vermehrt auf natürliche Stimmfärbung.
In der Musik der Tin Pan Alley herrschte das AABA-Schema vor, harmonisch hielt man vorwiegend an der Diatonik fest, ließ aber auch Fortschreitungen im Quintenzirkel und Blues-Anleihen zu. Schließlich flossen auch einige chromatische Akkorde in die Musik ein und in der Tanzmusik wurden vermehrt Jazzanleihen bemerkbar. Über Black Music und Country fand das zwölftaktige Blues-Schema Eingang in die populäre Musik und erfuhr im Rock ’n’ Roll weite Verbreitung. Die Rhythmussektion wurde gestärkt, der Gesang wurde expressiver und die Harmonie wurde modal erweitert. Ab den 1960er-Jahren vermischten sich Blues-Schema, strophische Formen und Tin-Pan-Alley-Strukturen vollends, während die Tontechnik immer einflussreicher wurde. Durch experimentellere Werke des Progressive Rock fanden auch durchkomponierte Formen und Improvisationen ihren Weg in die populäre Musik, während Hip-Hop und Dance andererseits scheinbar endlose Wiederholungen als bedeutendes Element der Songkomposition popularisierten.
Eine Sentiment-Analyse mehrerer hunderttausend populärer Lieder der letzten Jahrzehnte legt nahe, dass sich seit etwa fünfzig Jahren eine negative Grundstimmung in der populären Musik verfestigt. Ebenso sanken grammatikalische Komplexität und Größe des Vokabulars der Liedtexte.

## Soziale und politische Bedeutung
Populäre Musik unterscheidet sich von Kunstmusik aufgrund ihrer Verankerung in der Massengesellschaft auch in ihrem sozialen Stellenwert. So kann sie etwa gemeinschaftbildend wirken oder so empfunden werden, wie im 19. Jahrhundert innerhalb der Arbeiterklasse und später in Großevents wie dem Woodstock-Festival oder bei Rave-Veranstaltungen. Sowohl Produktion als auch Konsum der populären Musik sind für eine breite Masse zugänglich, wodurch Musik gewissermaßen demokratisiert wird. Entsprechend wird Musikproduktion unter autoritären und totalitären Systemen stark eingeschränkt und kontrolliert. Viele populäre Musikstile wie Ragtime, Rock ’n’ Roll oder Hip-Hop wurden im Lauf der Zeit von Kontroversen, moralischer Panik und Sorgen um Störungen der sozialen Ordnung begleitet.

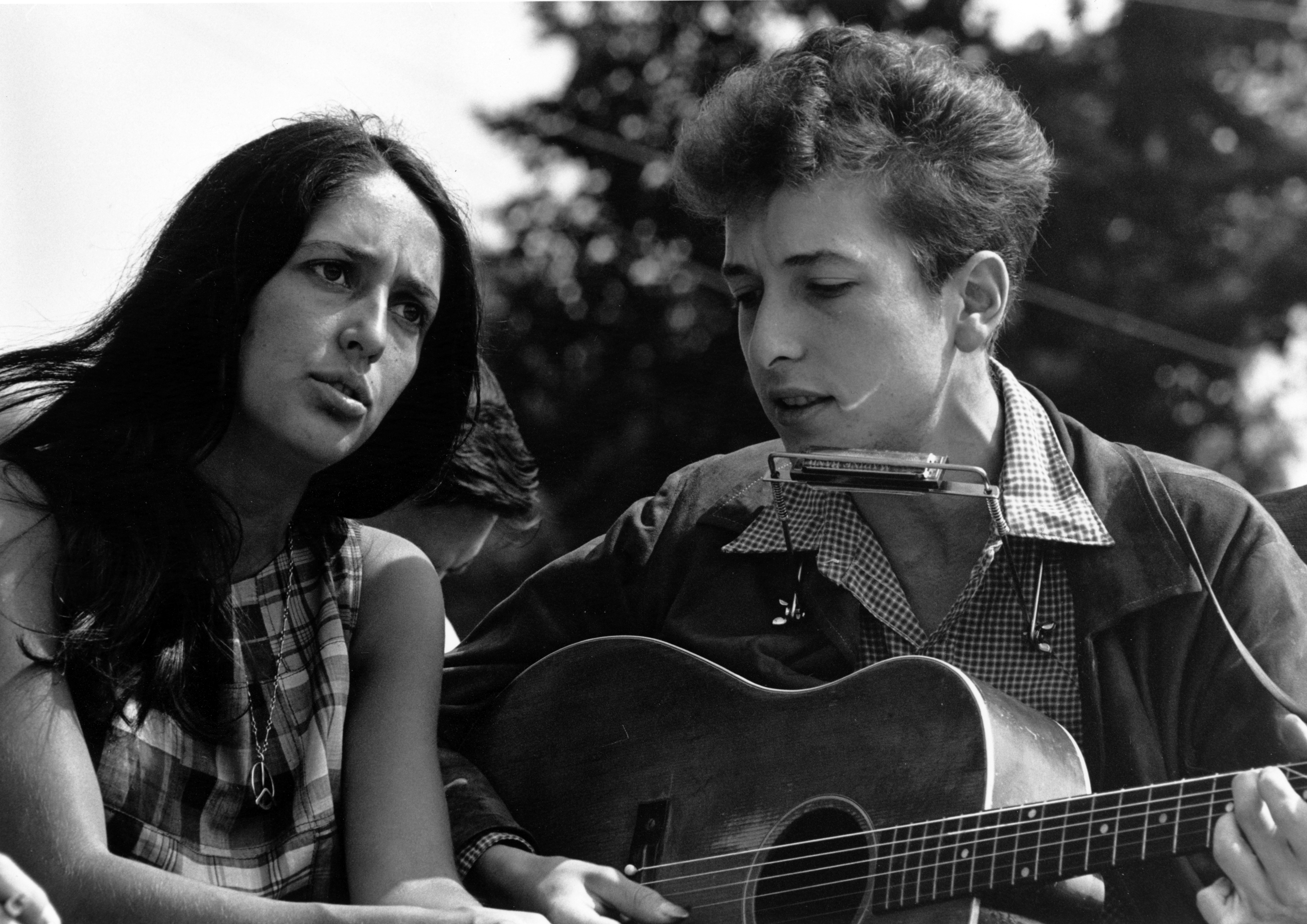
Bob Dylan und Joan Baez beim Marsch auf Washington (1963)

Schon früh wurden populäre Liedformen für politische Botschaften und Sozialkritik genutzt, doch erst ab den 1960er-Jahren und Bob Dylans Songtexten wurden Protestlieder in der populären Musik eine regelmäßige Erscheinung. Explizit für politische Zwecke wurde populäre Musik etwa in Veranstaltungen wie Rock Against Racism, Band Aid oder Live Aid eingesetzt. Wie in der Rockmusik der Protestbewegungen der 1960er-Jahre waren die Songtexte hier jedoch eigentlich nebensächlich; die politische Botschaft ergab sich aus dem Kontext und der Verwendung der Musik.
Populäre Musik prägt auch soziale Identitäten. Dies kann sich in der Verortung bestimmter Musikstile in bestimmten sozialen Schichten zeigen (Heavy Metal in der Arbeiterklasse, Progressive Rock in der Mittelklasse), in geschlechterspezifischen Zuordnungen („sanftere“ Stile für Frauen und „härtere“ Stile für Männer) oder in ethnischen und regionalen Differenzierungen („schwarze“ und „weiße“ Musik, Country als Musik der Südstaaten). Dabei ist populäre Musik nicht bloß ein Spiegel bestehender sozialer Strukturen, sondern ein Bereich, in dem diese ausgehandelt und konstruiert, aber auch verfestigt werden können.

## Belege
1. ↑  Richard Middleton: Popular music in the West. In: Grove Music Online. Oxford University Press, 2001, Kapitel Definitions, doi:10.1093/gmo/9781561592630.article.43179.
2. 1 2 3 4 5 6 7 8 9  Peter Wicke: Populäre Musik. In: Laurenz Lütteken (Hrsg.): MGG Online. RILM/Bärenreiter/Metzler, 2016 (mgg-online.com).
3. ↑  Dudenredaktion (Hrsg.): Die deutsche Rechtschreibung. 28., völlig neu bearbeitete und erweiterte  Auflage. Berlin 2020, ISBN 978-3-411-04018-6.
4. ↑  Helmut Rösing: »Populäre Musik«: Was meint das? In: Alenka Barber-Kersovan, Kai Lothwesen und Thomas Phleps (Hrsg.): Das klingt so schön hässlich. Gedanken zum Bezugssystem Musik. transcript, Bielefeld 2015, ISBN 978-3-8394-0257-3, S. 126–129.
5. ↑  Peter Wicke: Jazz, Rock und Popmusik. In: Doris Stockmann, Andreas Michel, Philip V. Bohlman (Hrsg.): Volks- und Popularmusik in Europa (= Neues Handbuch der Musikwissenschaft. Band 12). Laaber-Verlag, Laaber 1992, ISBN 3-89007-042-6, S. 445–477 (Onlinezugriff [PDF; 222 kB; abgerufen am 26. Januar 2023]).
6. 1 2 3 4 5 6 7  Michael Huber: Popmusik. In: Oesterreichisches Musiklexikon. Online-Ausgabe, Wien 2002 ff., ISBN 3-7001-3077-5; Druckausgabe: Band 4, Verlag der Österreichischen Akademie der Wissenschaften, Wien 2005, ISBN 3-7001-3046-5.
7. ↑  Helmut Rösing: »Populäre Musik«: Was meint das? In: Alenka Barber-Kersovan, Kai Lothwesen und Thomas Phleps (Hrsg.): Das klingt so schön hässlich. Gedanken zum Bezugssystem Musik. transcript, Bielefeld 2015, ISBN 978-3-8394-0257-3, S. 125–138.
8. ↑  Charles Hamm, Robert Walser, Jacqueline Warwick, Charles Hiroshi Garrett: Popular music. In: Grove Music Online. Oxford University Press, 31. Januar 2014, doi:10.1093/gmo/9781561592630.article.a2259148.
9. ↑  Richard Middleton: Studying Popular Music. Open University Press, Milton Keynes 1990, S. 129.
10. ↑  Martin Büsser: What’s Pop? Eine Begriffsbestimmung. In: Wie klingt die Neue Mitte? Rechte und reaktionäre Tendenzen in der Popmusik. Ventil Verlag, Mainz 2001, ISBN 3-930559-90-0, S. 9 f.
11. ↑  Siegfried Gruber: Das Konsumentenverhalten bei Independent-Tonträgern: eine empirische Untersuchung der Käuferschaft von „unpopulärer Populärmusik“ unter besonderer Berücksichtigung methodischer Erkenntnisinteressen. Peter Lang, Frankfurt am Main 1995, ISBN 3-631-47770-8.
12. ↑  Helmut Rösing: »Populäre Musik«: Was meint das? In: Alenka Barber-Kersovan, Kai Lothwesen und Thomas Phleps (Hrsg.): Das klingt so schön hässlich. Gedanken zum Bezugssystem Musik. transcript, Bielefeld 2015, ISBN 978-3-8394-0257-3, S. 127.
13. ↑  Christoph Gurk: Wem gehört die Popmusik. In: Tom Hollert, Mark Terkessidis (Hrsg.): Mainstream der Minderheiten. Edition ID-Archiv, Berlin 1996, ISBN 3-89408-059-0, S. 20–40.
14. 1 2 3 4 5 6 7 8 9 10  Richard Middleton: Popular music in the West. In: Grove Music Online. Oxford University Press, 2001, Kapitel An outline history. Before Tin Pan Alley, doi:10.1093/gmo/9781561592630.article.43179.
15. 1 2 3  Charles Hamm, Robert Walser, Jacqueline Warwick, Charles Hiroshi Garrett: Popular music. In: Grove Music Online. Oxford University Press, 31. Januar 2014, Kapitel European origins, doi:10.1093/gmo/9781561592630.article.a2259148.
16. ↑  Simon Frith, Will Straw, John Street: The Cambridge companion to pop and rock. Cambridge University Press, Cambridge 2001, ISBN 1-139-00224-4, S. xi.
17. 1 2 3 4 5 6  Charles Hamm, Robert Walser, Jacqueline Warwick, Charles Hiroshi Garrett: Popular music. In: Grove Music Online. Oxford University Press, 31. Januar 2014, Kapitel Early American song and piano music, doi:10.1093/gmo/9781561592630.article.a2259148.
18. 1 2 3 4 5 6 7  Richard Middleton: Popular music in the West. In: Grove Music Online. Oxford University Press, 2001, Kapitel From Tin Pan Alley to rock and roll, doi:10.1093/gmo/9781561592630.article.43179.
19. 1 2 3 4 5 6 7  Charles Hamm, Robert Walser, Jacqueline Warwick, Charles Hiroshi Garrett: Popular music. In: Grove Music Online. Oxford University Press, 31. Januar 2014, Kapitel The Tin Pan Alley era, doi:10.1093/gmo/9781561592630.article.a2259148.
20. ↑  Franco Fabbri: Foreword. War without Tears: European Broadcasting and Competition. In: Dafni Tragaki (Hrsg.): Empire of Song: Europe and Nation in the Eurovision Song Contest. Scarecrow Press, Lanham (Md.) u. a. 2013, ISBN 978-0-8108-8699-5, S. x.
21. 1 2 3 4 5 6 7 8 9 10 11 12 13 14 15 16 17 18 19 20 21 22 23 24 25 26 27 28 29  Charles Hamm, Robert Walser, Jacqueline Warwick, Charles Hiroshi Garrett: Popular music. In: Grove Music Online. Oxford University Press, 31. Januar 2014, Kapitel The rock era, doi:10.1093/gmo/9781561592630.article.a2259148.
22. 1 2 3 4 5  Richard Middleton: Popular music in the West. In: Grove Music Online. Oxford University Press, 2001, Kapitel Rock and roll and after, doi:10.1093/gmo/9781561592630.article.43179.
23. ↑  Welcome to IASPM. International Association for the Study of Popular Music, abgerufen am 25. Januar 2023 (englisch).
24. ↑  David Arditi: Digital Subscriptions: The Unending Consumption of Music in the Digital Era. In: Popular Music and Society. Band 41, Nr. 3, 27. Mai 2018, ISSN 0300-7766, S. 314, doi:10.1080/03007766.2016.1264101.
25. 1 2  Richard Middleton: Popular music in the West. In: Grove Music Online. Oxford University Press, 2001, Kapitel Genre, form, style, doi:10.1093/gmo/9781561592630.article.43179.
26. ↑  Emilia Parada-Cabaleiro, Maximilian Mayerl, Stefan Brandl, Marcin Skowron, Markus Schedl, Elisabeth Lex, Eva Zangerle: Song lyrics have become simpler and more repetitive over the last five decades. In: Scientific Reports. Band 14, Nr. 1, 28. März 2024, ISSN 2045-2322, doi:10.1038/s41598-024-55742-x, PMID 38548740, PMC 10978890 (freier Volltext) – (nature.com [abgerufen am 9. April 2024]).
27. 1 2 3  Richard Middleton: Popular music in the West. In: Grove Music Online. Oxford University Press, 2001, Kapitel Social significance, doi:10.1093/gmo/9781561592630.article.43179.